# Neymar
Neymar da Silva Santos Júnior (sinh ngày 5 tháng 2 năm 1992), thường được biết đến với tên gọi Neymar, là một cầu thủ bóng đá chuyên nghiệp người Brazil hiện đang thi đấu ở vị trí tiền đạo hoặc tiền vệ tấn công cho đội tuyển bóng đá quốc gia Brazil và là đội trưởng của câu lạc bộ Campeonato Brasileiro Série A Santos. Nổi tiếng nhờ lối chơi giàu kỹ thuật, khả năng săn bàn cừ khôi, khả năng xử lý bóng siêu hạng và khả năng kiến tạo xuất sắc, anh được đánh giá là một trong những cầu thủ vĩ đại nhất mọi thời đại. Xuyên suốt sự nghiệp của mình, Neymar đã ghi ít nhất 100 bàn thắng cho ba câu lạc bộ khác nhau, giúp anh trở thành một trong ba cầu thủ đạt được thành tích này.
Neymar trở nên nổi bật tại Santos, nơi anh ra mắt chuyên nghiệp ở tuổi 17. Anh đã giúp câu lạc bộ giành được hai chức vô địch Campeonato Paulista liên tiếp, một Copa do Brasil và Copa Libertadores 2011; sau đó là lần đầu tiên của Santos kể từ năm 1963. Neymar hai lần được vinh danh là Cầu thủ xuất sắc nhất Nam Mỹ vào năm 2011 và 2012, và nhanh chóng chuyển đến châu Âu để gia nhập Barcelona. Là một phần của bộ ba tấn công của Barcelona với Lionel Messi và Luis Suárez, được mệnh danh là MSN, anh đã giành được cú ăn ba châu lục của La Liga, Copa del Rey và UEFA Champions League. Sau đó, anh đã đạt được cú đúp quốc nội trong mùa giải 2015–16. Được thúc đẩy để trở thành một lá bùa hộ mệnh ở cấp câu lạc bộ, Neymar đã chuyển đến PSG vào năm 2017 với giá trị 222 triệu euro, qua đó giúp anh trở thành cầu thủ đắt giá nhất từ trước đến nay. Tại Pháp, anh đã giành được bốn chức vô địch Ligue 1 cùng vô số những danh hiệu khác, qua đó anh được bầu chọn là Cầu thủ xuất sắc nhất năm của Ligue 1 trong mùa giải đầu tiên của mình. Anh cũng đã giúp đội bóng giành cú ăn bốn nội địa trong mùa giải 2019–20 và dẫn dắt câu lạc bộ đến trận chung kết Champions League đầu tiên trong lịch sử.
Với 77 bàn thắng sau 124 trận đấu cho Brasil kể từ khi ra mắt ở tuổi 18, Neymar là cầu thủ ghi nhiều bàn thắng nhất cho đội tuyển quốc gia của mình cùng với Pelé. Ở cấp độ trẻ, anh là cầu thủ quan trọng trong chiến thắng tại Giải vô địch trẻ Nam Mỹ 2011, nơi anh kết thúc với tư cách là tay săn bàn hàng đầu, đồng thời giành được huy chương bạc môn bóng đá nam tại Thế vận hội Mùa hè 2012. Năm sau, anh vô địch FIFA Confederations Cup 2013 và giành Quả bóng vàng. Anh tham gia FIFA World Cup 2014 và Copa America 2015 lần lượt bị gián đoạn do chấn thương và án treo giò, trước khi dẫn dắt đội Olympic Brasil giành huy chương vàng Olympic đầu tiên ở môn bóng đá nam tại Thế vận hội Mùa hè 2016. Sau khi bỏ lỡ Copa America 2019 vì chấn thương, anh đã giúp Brasil giành vị trí á quân tại giải đấu năm 2021.
Neymar đã về thứ ba cho Quả bóng Vàng FIFA vào năm 2015 và 2017, đồng thời còn được trao giải thưởng FIFA Puskás, hai lần có tên trong FIFA FIFPro World11, hai lần Đội hình xuất sắc nhất năm của UEFA và Đội hình tiêu biểu của mùa giải UEFA Champions League ba lần. Ngoài sân cỏ, anh được xếp vào hàng những vận động viên nổi bật nhất thế giới. SportsPro đã vinh danh Neymar là vận động viên có thị trường tốt nhất trên thế giới vào năm 2012 và 2013, và ESPN đã vinh danh anh là vận động viên nổi tiếng thứ tư thế giới vào năm 2016. Năm 2017, Time đã đưa anh ấy vào danh sách 100 người có ảnh hưởng nhất thế giới hàng năm. Năm 2018, France Football xếp Neymar là cầu thủ bóng đá được trả lương cao thứ ba thế giới. Một năm sau, Forbes xếp anh là vận động viên được trả lương cao thứ ba thế giới, và thứ tư thế giới vào năm 2020.

## Đầu đời
Neymar da Silva Santos Júnior sinh ra ở Mogi das Cruzes, São Paulo, với Neymar Santos Sr. và Nadine da Silva và lớn lên theo đạo Thiên chúa. Anh thừa hưởng tên của mình từ cha mình, một cựu cầu thủ bóng đá và trở thành cố vấn của con trai ông khi tài năng của Neymar bắt đầu phát triển. Neymar nhận xét về vai trò của người cha: "Cha tôi đã ở bên cạnh tôi từ khi tôi còn nhỏ. Ông ấy chăm sóc mọi thứ, tài chính và gia đình của tôi." Lớn lên, Neymar kết hợp tình yêu futsal với bóng đá đường phố. Neymar nói rằng futsal có ảnh hưởng lớn đến anh khi lớn lên, giúp anh phát triển kỹ thuật, tốc độ tư duy và khả năng thực hiện các động tác trong không gian chật hẹp.
Năm 2003, Neymar cùng gia đình chuyển đến São Vicente, nơi anh bắt đầu chơi cho đội trẻ Portuguesa Santista. Sau đó, vào năm 2003, họ chuyển đến Santos, nơi Neymar gia nhập Santos. Với sự thành công trong sự nghiệp của anh ấy và thu nhập tăng thêm, gia đình đã mua tài sản đầu tiên của họ, một ngôi nhà bên cạnh Vila Belmiro, sân vận động quê hương của Santos. Chất lượng cuộc sống gia đình của họ được cải thiện, khi ở tuổi 15, Neymar kiếm được 10.000 reais mỗi tháng và ở tuổi 16 là 125.000 reais mỗi tháng. Năm 17 tuổi, anh ký hợp đồng chuyên nghiệp đầy đủ đầu tiên, được nâng cấp lên đội một của Santos và bắt đầu ký các hợp đồng tài trợ đầu tiên.

## Sự nghiệp câu lạc bộ

### Santos

#### Đội trẻ
Neymar bắt đầu chơi bóng từ khi còn nhỏ và anh sớm được Santos phát hiện, người đã đề nghị ký hợp đồng với anh vào năm 2003, nơi anh được giới thiệu vào học viện đào tạo trẻ của họ, nơi đã từng đào tạo ra những cầu thủ quốc tế người Brasil như Coutinho, Clodoaldo, Diego, Elano and Alex. Anh cũng tham gia cùng với những người như Pepe, Pelé và Robinho khi bắt đầu sự nghiệp của mình tại câu lạc bộ có biệt danh là Peixe. Khi còn ở học viện đào tạo trẻ, Neymar đã gặp Paulo Henrique Ganso, trở thành bạn tốt trong quá trình này. Năm 14 tuổi, Neymar sang Tây Ban Nha thử việc với đội trẻ Real Madrid, thời điểm Real có những ngôi sao như Ronaldo, Zinedine Zidane, David Beckham, Roberto Carlos và Robinho. Tuy nhiên, anh ấy đã không ở lại Madrid, vì cha anh ấy đã quyết định vào thời điểm đó rằng ông ấy muốn thần đồng trẻ tiếp tục trưởng thành khi chơi ở Santos.

#### 2009: Mùa giải ra mắt
Neymar ra mắt chuyên nghiệp vào ngày 7 tháng 3 năm 2009, mặc dù mới 17 tuổi. Anh ấy được tung vào sân trong 30 phút cuối cùng, trong chiến thắng 2–1 trước Oeste. Tuần sau, anh ghi bàn thắng đầu tiên cho Santos vào lưới Mogi Mirim. Một tháng sau, vào ngày 11 tháng 4, Neymar ghi bàn thắng quyết định trong chiến thắng 2–1 trước Palmeiras trong trận bán kết lượt đi Campeonato Paulista 2009. Tuy nhiên, trong trận chung kết, Santos chịu thất bại chung cuộc 4–2 trước Corinthians. Trong mùa giải đầu tiên, Neymar ghi 14 bàn sau 48 trận.

#### 2010: Thành công tại Campeonato Paulista
—Nhà báo bóng đá Nam Mỹ Tim Vickery nói về Neymar năm 2010.
Neymar tiếp tục thăng hoa trong năm 2010, và vào ngày 15 tháng 4 năm 2010, anh ghi 5 bàn cho Santos trong trận thắng 8-1 trước Guarani ở vòng loại Cúp bóng đá Brasil. Sau Campeonato Paulista 2010, trong đó Neymar ghi 14 bàn sau 19 trận, câu lạc bộ đã lên ngôi vô địch sau chiến thắng chung cuộc 5–5 trước Santo André trong trận chung kết. Neymar sau đó đã được trao giải cầu thủ xuất sắc nhất giải đấu. Màn trình diễn của Neymar cho Santos được so sánh với những cầu thủ Brazil khác, bao gồm Robinho và huyền thoại Brasil Pelé.
Năm 2010, Santos từ chối lời đề nghị trị giá 12 triệu bảng cho anh từ đội bóng tại Premier League West Ham United, và sau đó là lời đề nghị từ một câu lạc bộ Anh khác, Chelsea, được cho là trị giá 20 triệu bảng. Mặc dù Santos không muốn bán và bản thân Neymar khẳng định "Tôi chỉ tập trung vào Santos", người đại diện của anh, Wagner Ribeiro, chỉ ra rằng sự nghiệp của Neymar là ở nơi khác, nói rằng "Anh ấy muốn trở thành cầu thủ giỏi nhất thế giới. Cơ hội để anh ấy làm điều đó khi chơi ở Brasil là bằng không." Mặc dù một năm sau Neymar thừa nhận, trong một cuộc phỏng vấn với Daily Telegraph, rằng anh ấy rất vui với sự quan tâm của Chelsea dành cho anh ấy vì đó là "giấc mơ" của anh ấy về việc "được chơi ở châu Âu", đồng thời nói rằng vào thời điểm đó, việc ở lại Brasil là một quyết định đúng đắn.
Vào ngày 30 tháng 11 năm 2010, Santos đã bán 5% phí chuyển nhượng trong tương lai mà anh ấy sẽ nhận được cho một nhóm đầu tư, Terceira Estrela Investimentos SA (TEISA), với giá 3.549.900 R$ (1,5 triệu €). Năm trước, gia đình anh đã bán 40% cổ phần trong quyền thể thao của Neymar cho tập đoàn DIS Esporte, đối tác chiến lược lâu dài của câu lạc bộ bóng đá Santos.
Mặc dù hai mùa giải đầu tiên của anh ấy rất thành công, kết thúc mùa giải 2010 với 42 bàn thắng ấn tượng sau 60 trận, nhưng các vấn đề đã được xác định, đó là sở thích lặn rõ ràng của Neymar khi bị truy cản thay vì cố gắng tiếp tục chạy và thái độ của anh ấy. Người thứ hai xuất hiện trước trong trận đấu với Atlético Goianiense, vào ngày 15 tháng 9 năm 2010, khi huấn luyện viên của Santos, Dorival Júnior, chỉ định một cầu thủ khác thực hiện quả phạt đền do phạm lỗi với Neymar. Quyết định của ông dựa trên thực tế là Neymar đã bỏ lỡ một quả phạt đền quan trọng trong trận chung kết Copa do Brasil năm đó, ngay cả khi Santos tiếp tục giành chiến thắng. Phản ứng trước điều này, Neymar đã quay lưng lại với huấn luyện viên của mình, phải được một trọng tài biên xoa dịu và tranh cãi với đội trưởng của mình, Edu Dracena. Hậu quả của sự kiện này là Dorival Júnior muốn Neymar bị treo giò trong hai tuần, nhưng hội đồng quản trị đã đứng về phía cầu thủ này và nhanh chóng sa thải huấn luyện viên. Bất chấp lời xin lỗi của Neymar về vụ việc, một số nghi ngờ vẫn còn về thái độ của anh ấy. Vào tháng 12 năm 2010, khi mới 18 tuổi, Neymar đứng thứ ba trong cuộc bầu chọn Cầu thủ xuất sắc nhất Nam Mỹ năm 2010, sau Andrés D'Alessandro và Juan Sebastián Verón.

#### 2011: Giải thưởng Puskás

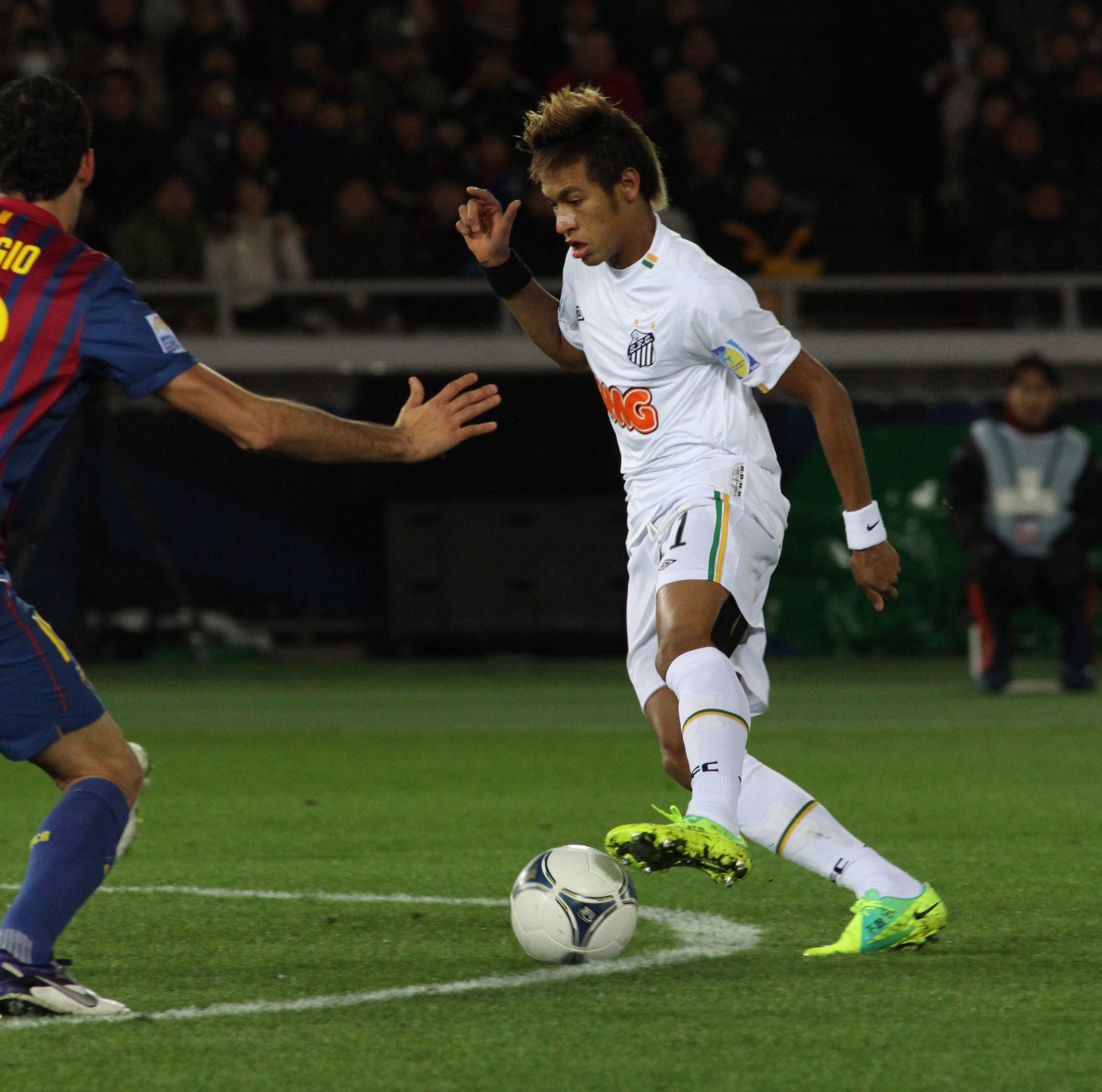
Neymar trong trận đấu trước Barcelona tại FIFA Club World Cup 2011 tổ chức tại Yokohama, Nhật Bản

Neymar đã ghi sáu bàn trong thời gian Santos tham dự Vòng chung kết Copa Libertadores 2011, đưa anh trở thành cầu thủ ghi nhiều bàn thắng thứ ba, bao gồm cả bàn thắng ấn định chiến thắng chung cuộc 4–3 của Santos trước Cerro Porteño ở bán kết. Trong trận chung kết hai lượt đi, Santos gặp đội bóng của Uruguay Peñarol và hòa trận lượt đi 0–0 tại Montevideo. Trên sân nhà trong trận lượt về, Neymar đã mở tỷ số ở phút 46 khi Santos cầm hòa để giành chiến thắng 2–1 và Neymar đã giành được danh hiệu Cầu thủ xuất sắc nhất trận. Chiến thắng mang về cho Santos danh hiệu Copa Libertadores đầu tiên của họ kể từ năm 1963, khi huyền thoại người Brasil Pelé đang chơi cho câu lạc bộ.
Vào tháng 9 năm 2011, chủ tịch câu lạc bộ Santos Luís Ribeiro đe dọa sẽ báo cáo Real Madrid với FIFA sau khi có báo cáo rằng họ đã cố gắng ký hợp đồng với Neymar trong một thỏa thuận trước hợp đồng và phủ nhận rằng một thỏa thuận như vậy đã được thực hiện. Vào ngày 9 tháng 11 năm 2011, Neymar và Santos đã đồng ý gia hạn hợp đồng để cầu thủ ở lại với câu lạc bộ cho đến sau World Cup 2014 tại Brasil. Thỏa thuận này được cho là đã tăng lương cho Neymar lên 50%, ngang với mức mà các câu lạc bộ hàng đầu châu Âu sẽ trả cho anh. Vào ngày 14 tháng 12 năm 2011, Neymar ghi bàn mở tỷ số cho Santos khi họ đánh bại Kashiwa Reysol 3–1 trong trận bán kết Giải vô địch bóng đá thế giới các câu lạc bộ tại Sân vận động Toyota ở Toyota, Nhật Bản, nhưng không thể ghi bàn vào lưới Barcelona trong trận chung kết vào ngày 18 tháng 12 năm 2011, nơi Santos bị đánh bại 4–0, kết thúc với vị trí á quân của giải đấu. Anh đã giành được Giải thưởng FIFA Puskás 2011 khi ghi một bàn thắng solo tại Brasileirão Série A trước Flamengo, trong trận thua 5–4. Vào ngày 31 tháng 12 năm 2011, anh lần đầu tiên giành được giải thưởng Cầu thủ xuất sắc nhất Nam Mỹ năm 2011 với tỷ số cách biệt kỷ lục, theo bước chân của Diego Maradona, Romário, Pelé và Zico.

#### 2012: Cầu thủ xuất sắc nhất Nam Mỹ
Vào ngày 5 tháng 2 năm 2012, khi bước sang tuổi 20, Neymar đã ghi bàn thắng thứ 100 với tư cách là một cầu thủ bóng đá chuyên nghiệp, vào lưới Palmeiras ở Campeonato Paulista. Vào ngày 25 tháng 2 năm 2012 – anh ấy ghi hai bàn thắng, một trong số đó là từ khoảng cách 25 mét – và tạo ra hai đường kiến tạo giúp đội bóng của anh ấy giành chiến thắng 6–1 trước Ponte Preta. Vào ngày 7 tháng 3 năm 2012, Neymar lập một hat-trick khi Santos đánh bại đối thủ người Brazil là Internacional với tỷ số 3–1 trong trận đấu vòng bảng Copa Libertadores. Vào ngày 29 tháng 3, anh ghi một cú đúp vào lưới Guaratinguetá trong chiến thắng 5–0. Trong trận đấu với São Paulo vào ngày 29 tháng 4 năm 2012, Neymar đã ghi một hat-trick giúp trận đấu kết thúc với tỷ số 3–1. Sau đó, anh tiếp tục ghi hai bàn ở lượt đi và lượt về trong trận Chung kết Campeonato Paulista 2012 trước Guarani, kết thúc với tỷ số chung cuộc 7–2. Neymar kết thúc Campeonato Paulista 2012 với 20 bàn thắng, được bầu chọn là Cầu thủ xuất sắc nhất và Tiền đạo xuất sắc nhất, còn Santos lên ngôi vô địch. Anh ấy là cầu thủ ghi nhiều bàn thắng nhất ở Copa Libertadores với tám bàn thắng, sau khi Santos bị nhà vô địch cuối cùng là Corinthians đánh bại bằng hai chân ở bán kết.
Vào ngày 25 tháng 8 năm 2012, anh ghi một cú đúp trong chiến thắng 2–1 trước Palmeiras. Vào ngày 3 tháng 11 năm 2012, trong trận đấu trên sân khách của Brasileiro Série A với Cruzeiro, Neymar đã ghi một hat-trick và kiến tạo cho Felipe Anderson ghi bàn, giúp đội bóng của anh giành chiến thắng 4–0. Neymar đã kết thúc mùa giải 2012 đầy phong cách, đầu tiên là người kiến tạo bàn gỡ hòa của Victor Andrade, sau đó ghi hai bàn giúp Santos giành chiến thắng 3–1 trên sân nhà trước Palmeiras vào ngày 1 tháng 12 năm 2012. Neymar được bình chọn là Cầu thủ xuất sắc nhất Cầu thủ của Recopa Sudamericana 2012, với việc anh ấy ghi bàn trong trận lượt về để giành chức vô địch với tỷ số chung cuộc 2–0. Anh ấy đã kết thúc Campeonato Brasileiro Série A 2012 với 14 bàn thắng và được bầu chọn là Tiền đạo xuất sắc nhất. Neymar kết thúc mùa giải 2012, được trao Quả bóng vàng, Giải thưởng Arthur Friedenreich và Cúp Armando Nogueira. Anh ấy là một trong ba người vào chung kết Giải thưởng FIFA Puskás 2012 và về nhì sau Miroslav Stoch. Anh ấy đã giành giải Cầu thủ xuất sắc nhất Nam Mỹ năm 2012, giữ lại giải thưởng của mình và giành nó trước những người như Ronaldinho.

#### 2013: Mùa giải cuối cùng
Neymar bắt đầu Campeonato Paulista 2013 ghi hai bàn trong trận đầu tiên, kết thúc với chiến thắng 3–1 trước São Bernardo vào ngày 19 tháng 1 năm 2013. Bốn ngày sau, vào ngày 23 tháng 1 năm 2013, Neymar lại ghi bàn vào lưới Botafogo trong chiến thắng 3–0. Vào ngày 3 tháng 2 năm 2013, trong trận đấu giữa Paulista với São Paulo, nơi Santos thắng 3–1, Neymar ghi bàn và thực hiện hai pha kiến tạo. Vào ngày 18 tháng 3 năm 2013, Neymar nói rằng anh có "giấc mơ được chơi ở châu Âu, cho một câu lạc bộ lớn như Barcelona, Real Madrid và Chelsea." Nhưng anh ấy tiếp tục nói: "Thật vô ích khi suy đoán khi nào tôi sẽ rời Santos. Tôi sẽ ra đi khi nào tôi muốn."
Neymar đã ghi cả bốn bàn thắng, có một bàn thắng khác không được phép và đi trúng cột dọc khi Santos đánh bại União Barbarense 4–0 tại Paulista vào ngày 13 tháng 4. Vào ngày 25 tháng 4 năm 2013, người đại diện và cha của anh tiết lộ rằng Neymar có ý định đến châu Âu trước World Cup 2014. Trước trận đấu cuối cùng của anh ấy cho Santos, vào ngày 26 tháng 5 gặp Flamengo, Neymar đã rơi nước mắt khi hát quốc ca.

### Barcelona

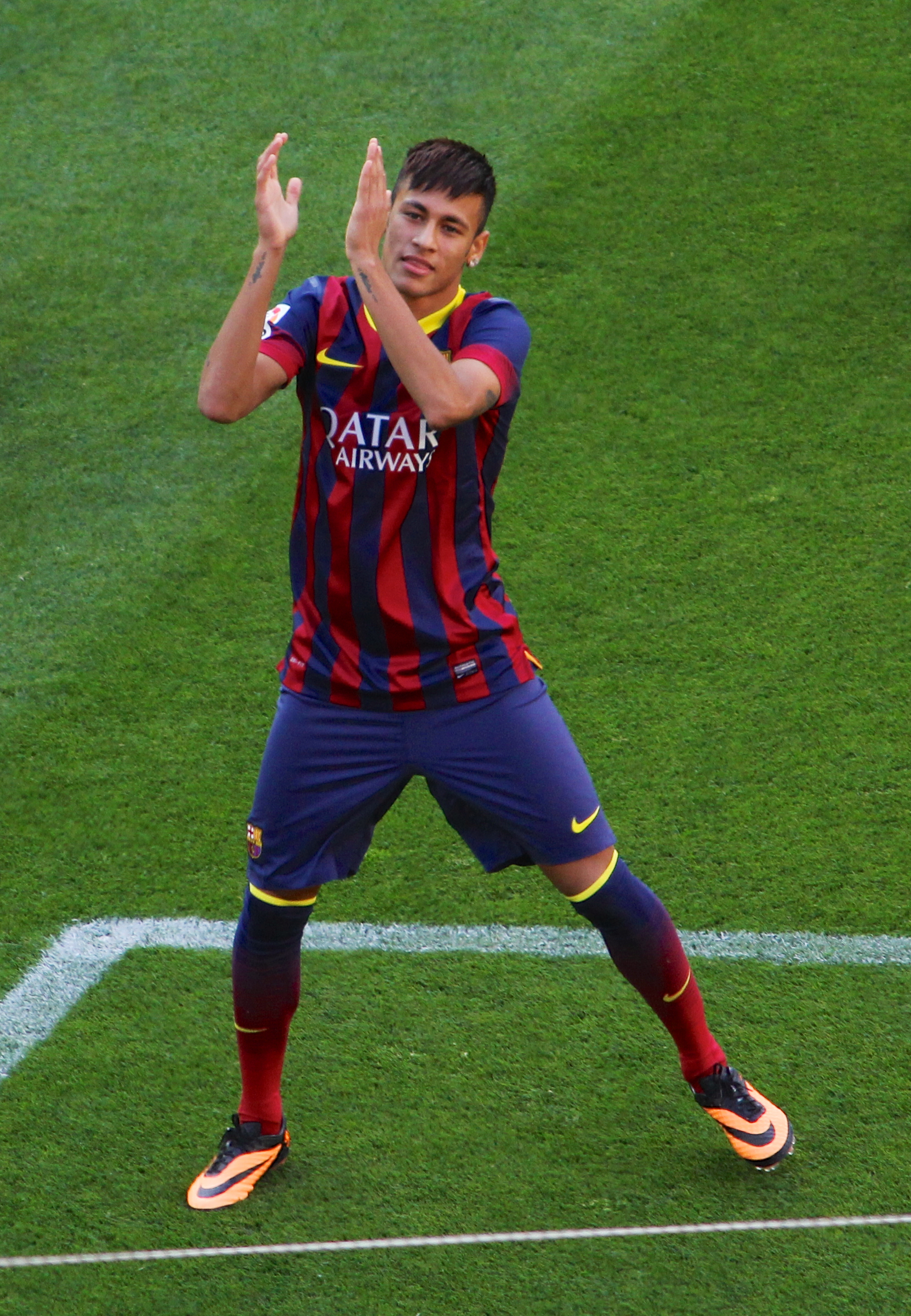
Neymar trong buổi ra mắt tại Barcelona vào tháng 6 năm 2013

Vào ngày 24 tháng 5 năm 2013, Santos thông báo rằng họ đã nhận được hai lời đề nghị cho Neymar. Ngày hôm sau, Neymar thông báo anh sẽ ký hợp đồng với Barcelona vào ngày 27 tháng 5 năm 2013 và gia nhập đội sau khi thi đấu tại Cúp Liên đoàn các châu lục 2013. Cả Neymar và các câu lạc bộ đều không tiết lộ chi tiết về phí chuyển nhượng hoặc các điều khoản cá nhân, ngoại trừ việc nói rằng anh ấy đã ký hợp đồng 5 năm. Vào ngày 3 tháng 6 năm 2013, Neymar được Barcelona ra mắt sau khi vượt qua các bài kiểm tra y tế và ký hợp đồng giữ anh ở lại câu lạc bộ đến tháng 6 năm 2018.
Neymar đã có mặt tại Camp Nou trước 56.500 người hâm mộ, một kỷ lục đối với một cầu thủ Brasil. Phó chủ tịch câu lạc bộ Josep Maria Bartomeu ban đầu cho biết phí chuyển nhượng của Neymar là 57,1 triệu euro và điều khoản giải phóng của anh là 190 triệu euro. Bác sĩ của Barcelona cho rằng anh ấy có thể cần phải tăng cân để có thể đối phó với thể chất ở bóng đá Tây Ban Nha.

#### Điều tra chuyển nhượng
Tháng 1/2014, văn phòng công tố ở Madrid bắt đầu điều tra khoản phí chuyển nhượng mà Barcelona trả cho Neymar. Các tài liệu nộp cho chính quyền theo yêu cầu có thông tin mâu thuẫn. Ngày 23 tháng 1 năm 2014, Rosell từ chức chủ tịch. Một ngày sau, thông tin chi tiết về vụ chuyển nhượng được Barcelona tiết lộ; trên thực tế, vụ chuyển nhượng đã tiêu tốn của họ 86,2 triệu euro (71,5 triệu bảng Anh), với cha mẹ của Neymar xác nhận đã nhận được số tiền 40 triệu euro. Sau đó, Barcelona và Bartomeu bị buộc tội gian lận thuế.

#### 2013–14: Thích ứng với Tây Ban Nha
Vào ngày 30 tháng 7 năm 2013, Barcelona hòa 2–2 trước Lechia Gdańsk trong trận giao hữu trước mùa giải; Neymar có trận ra mắt không chính thức khi vào sân thay người. Anh ghi bàn thắng đầu tiên cho câu lạc bộ trong chiến thắng 7–1 trước đội tuyển Thái Lan XI vào ngày 7 tháng 8 tại Sân vận động Rajamangala.
Neymar đã có trận ra mắt thi đấu cho Barcelona trong trận mở màn của mùa giải La Liga 2013–14 với tư cách là người thay thế ở phút thứ 63 cho Alexis Sánchez trong chiến thắng 7–0 trước Levante. Vào ngày 21 tháng 8, anh ghi bàn thắng đầu tiên cho câu lạc bộ trong trận lượt đi Siêu cúp Tây Ban Nha 2013 gặp Atlético Madrid: bảy phút sau khi vào sân thay cho Pedro, anh đánh đầu chuyền cho Dani Alves để gỡ hòa trong trận hòa 1–1 tại Sân vận động Vicente Calderón khi Barcelona giành chiến thắng theo luật bàn thắng sân khách để giành chiếc cúp đầu tiên của anh ấy tại câu lạc bộ. Vào ngày 18 tháng 9, anh có trận ra mắt UEFA Champions League, kiến tạo cho Gerard Piqué ghi bàn giúp Barça đánh bại Ajax 4–0 trong trận mở màn của giải đấu 2013–14.
Sáu ngày sau, Neymar ghi bàn thắng đầu tiên tại La Liga trong trận thua 4–1 của Barcelona trước Real Sociedad tại Camp Nou. Vào ngày 26 tháng 10, anh có trận El Clásico đầu tiên, ghi bàn mở tỷ số và kiến tạo cho đội ghi bàn ấn định chiến thắng do công của Alexis Sánchez khi Barcelona đánh bại Real Madrid 2–1 tại Camp Nou. Vào ngày 11 tháng 12, Neymar đã ghi ba bàn thắng đầu tiên tại Champions League khi anh lập hat-trick trong chiến thắng 6–1 trước Celtic trong trận đấu cuối cùng của Bảng H của Barcelona.

#### 2014–15: Cú ăn ba và thành công cá nhân

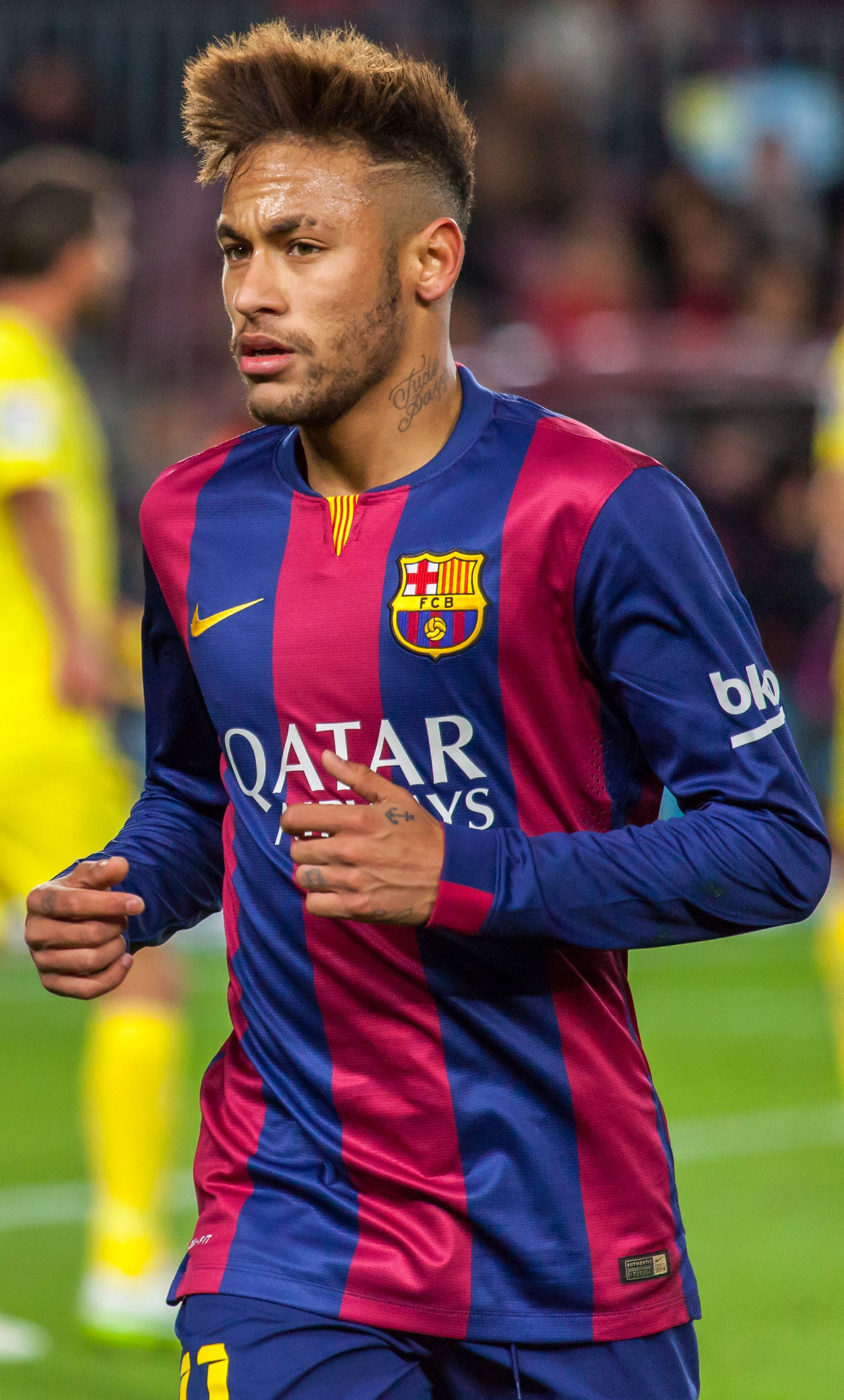
Neymar trong một trận đấu gặp Villarreal ở La Liga, ngày 1 tháng 2 năm 2015. Neymar đã mở tỷ số trong chiến thắng 3–2 của Barcelona.

Vào ngày 13 tháng 9 năm 2014, sau khi vào sân thay người, Neymar đã ghi hai bàn thắng đầu tiên trong mùa giải 2014–15, giúp Barcelona đánh bại Athletic Bilbao 2–0. Vào ngày 27 tháng 9, anh ghi một hat-trick vào lưới Granada trong chiến thắng 6–0 và ghi bàn trong ba trận đấu tiếp theo tại La Liga, bao gồm bàn mở tỷ số trong trận thua 1–3 trước Real Madrid tại sân vận động Santiago Bernabéu.
Vào ngày 24 tháng 1 năm 2015, Neymar ghi hai bàn và kiến tạo thêm hai bàn trong chiến thắng 6–0 trước Elche. Vào ngày 28 tháng 1, anh ghi bàn thắng thứ 20 trong mùa giải trong chiến thắng 3–2 ở tứ kết Copa del Rey trước Atlético Madrid. Vào ngày 4 tháng 3, Neymar đã ghi hai bàn trong chiến thắng 3–1 của Barcelona ở trận bán kết Copa del Rey trước Villarreal để giúp câu lạc bộ đủ điều kiện tham dự trận chung kết Cúp Tây Ban Nha lần thứ 37. Vào ngày 21 tháng 4, Neymar đã nâng tổng số bàn thắng của mình lên 30 bàn trong mùa giải khi ghi hai bàn trong chiến thắng 2–0 của Barcelona ở tứ kết Champions League trước Paris Saint-Germain (PSG).
Vào tháng 5, tháng kết thúc mùa giải, Neymar ghi bàn thắng cuối cùng trong chiến thắng 3–0 trước Bayern Munich ở trận lượt đi bán kết Champions League. Một tuần sau, anh ghi cả hai bàn thắng cho đội trong trận thua 3–2 tại Allianz Arena để đảm bảo Barça sẽ giành quyền tham dự Chung kết UEFA Champions League 2015. Anh ấy cũng đã mở tỷ số bằng một cú đánh đầu trong chiến thắng 2–0 trước Real Sociedad, kết quả giúp Barça dẫn trước Real Madrid bốn điểm khi chỉ còn hai trận đấu còn lại.

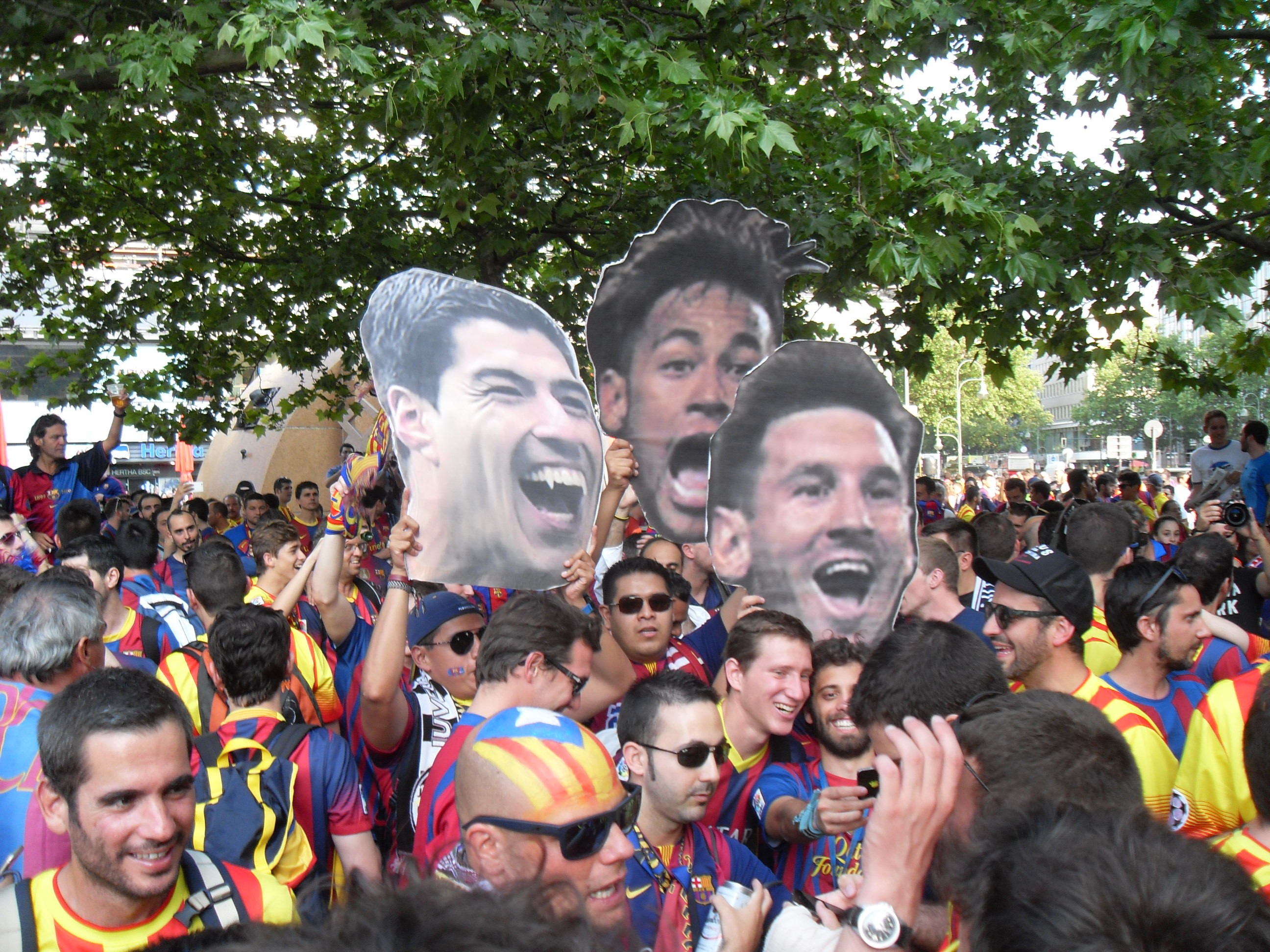
Người hâm mộ Barcelona trước Chung kết UEFA Champions League 2015 ở Berlin giơ cao ảnh của bộ ba tấn công, Messi, Suárez và Neymar (MSN)

Sau khi giành chức vô địch vào ngày 17 tháng 5 với chiến thắng 1–0 trước Atlético Madrid tại Vicente Calderón, Barcelona đã đánh bại Athletic Bilbao 3–1 tại Camp Nou trong trận Chung kết Copa del Rey 2015 vào ngày 30 tháng 5, với bàn thắng thứ hai của Neymar cho Barca. Với khả năng chiến thắng của Barcelona, anh ấy đã thực hiện các pha tiểu xảo với bóng trong giai đoạn cuối của trận đấu, điều mà đối thủ Andoni Iraola cho là phi thể thao. Huấn luyện viên của Barcelona, Luis Enrique, tuyên bố rằng phải hiểu rằng hành vi như vậy được chấp nhận ở Brasil, trong khi bản thân Neymar không xin lỗi.
Vào ngày 6 tháng 6 năm 2015, Neymar ghi bàn thắng thứ ba cho Barça trong trận thắng 3–1 trong trận chung kết Champions League trước nhà vô địch Ý Juventus tại Olympiastadion ở Berlin, giúp câu lạc bộ giành được cúp châu Âu lần thứ năm. Điều này khiến Barcelona trở thành câu lạc bộ đầu tiên trong lịch sử giành cú ăn ba giải quốc nội, cúp quốc gia và cúp châu Âu hai lần. Trên khía cạnh cá nhân, anh trở thành cầu thủ thứ tám trong lịch sử bóng đá giành được cả Copa Libertadores và UEFA Champions League, đồng thời là cầu thủ đầu tiên ghi bàn trong các trận chung kết ở cả hai giải đấu. Neymar kết thúc mùa giải với 39 bàn thắng trên mọi đấu trường và 10 bàn ở Champions League, giúp anh trở thành cầu thủ ghi bàn nhiều nhất với Cristiano Ronaldo và đồng đội Lionel Messi ở giải đấu sau. Anh là cầu thủ đầu tiên ngoài hai người đó đứng đầu danh sách ghi bàn của giải đấu, kể từ người đồng hương Kaká mùa giải 2006–07. Bộ ba tấn công của Barcelona gồm Messi, Luis Suárez và Neymar, được mệnh danh là "MSN", đã kết thúc với 122 bàn thắng, nhiều nhất trong một mùa giải cho bộ ba tấn công trong lịch sử bóng đá Tây Ban Nha.

#### 2015–16: Cú đúp trong nước
Do bị quai bị, Neymar được cho là sẽ bỏ lỡ UEFA Super Cup 2015 và Supercopa de España 2015. Vào ngày 17 tháng 10, Neymar ghi 4 bàn trong chiến thắng 5–2 trên sân nhà của Barcelona trước Rayo Vallecano ở La Liga, nâng tổng số bàn thắng của anh trong mùa giải lên 8 bàn. Vào ngày 21 tháng 11, Neymar ghi một bàn và kiến tạo bằng gót chân cho Andrés Iniesta trong chiến thắng 4–0 trên sân khách của Barcelona trước Real Madrid. Anh ghi hai bàn trong chiến thắng 4–0 trên sân nhà trước Real Sociedad vào ngày 28 tháng 11, nâng tổng số bàn thắng tại La Liga của anh lên 14 bàn sau 12 trận. Vào ngày 30 tháng 11, Neymar lọt vào danh sách rút gọn cho Quả bóng Vàng FIFA 2015 cùng với Messi và Ronaldo, và sau đó đứng thứ ba. Vào ngày 22 tháng 5 năm 2016, Neymar đã ghi một bàn thắng muộn trong chiến thắng 2–0 trong hiệp phụ của Barcelona trước Sevilla trong trận Chung kết Copa del Rey 2016 tại Vicente Calderón, khi câu lạc bộ ăn mừng cú đúp quốc nội lần thứ hai liên tiếp mùa giải tiếp theo, sau chiến thắng ăn ba của họ ở mùa giải trước. Bộ ba tấn công Messi, Suárez và Neymar đã kết thúc mùa giải với 131 bàn thắng, phá kỷ lục mà họ đã lập vào năm trước về số bàn thắng do bộ ba tấn công ghi nhiều nhất trong một mùa giải.

#### 2016–17: Mùa giải cuối cùng
— Neymar sau trận thua 0–4 trước PSG
ngày 15 tháng 2 năm 2017
Trong chiến thắng 6–1 của Barcelona trước Paris Saint-Germain ở vòng 16 đội UEFA Champions League 2016–17, Neymar đã đóng một vai trò anh hùng và kỳ diệu trong sự trở lại của Barcelona, bằng cách ghi hai bàn thắng và kiến tạo bàn thắng quyết định của Sergi Roberto trong chuỗi bảy phút kết thúc, trong đó anh ấy, được vinh danh là cầu thủ của trận đấu, dựa trên những nỗ lực của anh ấy. Vượt qua trận thua 4–0 trước PSG ở trận lượt đi vào ngày 14 tháng 2 năm 2017, trận lượt về này đã trở thành cuộc lội ngược dòng vĩ đại nhất trong lịch sử Champions League.
Vào ngày 2 tháng 4 năm 2017, Neymar đã ghi bàn thắng thứ 100 cho Barcelona trong lần ra sân thứ 177 cho câu lạc bộ, ghi bàn trong chiến thắng 4–1 trước Granada. Vào ngày 27 tháng 5, Neymar ghi bàn trong trận Chung kết Copa del Rey 2017, bàn thắng thứ 105 của anh cho câu lạc bộ, khi Barcelona đánh bại Alavés 3–1 tại Vicente Calderón ở Madrid.

### Paris Saint-Germain
Vào ngày 3 tháng 8 năm 2017, Barcelona thông báo rằng những người đại diện pháp lý của Neymar đã thanh toán 222 triệu euro cho câu lạc bộ, bằng với điều khoản giải phóng hợp đồng của anh ấy, đây là vụ chuyển nhượng đắt nhất từ trước đến nay. Câu lạc bộ đã thông báo cho UEFA để họ có thể xác định bất kỳ trách nhiệm kỷ luật nào có thể phát sinh từ trường hợp này. Theo BBC, ở Tây Ban Nha, điều khoản giải phóng phải do chính cầu thủ đó kích hoạt. Tình hình bất thường, ở chỗ khoản phí được trả trực tiếp cho câu lạc bộ, sau khi La Liga từ chối nhận khoản thanh toán. Thông thường, điều khoản mua lại được ký gửi với La Liga để giải phóng cầu thủ khỏi hợp đồng của anh ta, và giải đấu sau đó chuyển tiền cho câu lạc bộ bán. Tuy nhiên, La Liga đã từ chối khoản thanh toán này với lý do vi phạm luật Công bằng tài chính (FFP) của PSG, đội bóng được hỗ trợ bởi tiền từ quốc gia vùng Vịnh Qatar.
Neymar gia nhập câu lạc bộ Pháp Paris Saint-Germain theo hợp đồng có thời hạn đến năm 2022. Anh được Javier Pastore tặng chiếc áo số 10 như một "món quà chào mừng".

#### Vụ kiện vi phạm hợp đồng
Vào ngày 27 tháng 8 năm 2017, FC Barcelona đã đệ đơn kiện Neymar, yêu cầu anh trả lại khoản tiền thưởng gia hạn hợp đồng mà anh đã nhận cũng như 8,5 triệu euro tiền bồi thường thiệt hại và thêm 10% cho các khoản nợ. Họ tuyên bố họ đang nợ số tiền mà Neymar nhận được như một phần tiền thưởng gia hạn khi anh ký hợp đồng mới vào năm 2016. Câu lạc bộ cũng yêu cầu Paris Saint-Germain chịu trách nhiệm thanh toán các khoản phí nếu cầu thủ không thể tự mình thực hiện. Các luật sư của Neymar thông báo rằng họ sẽ phản đối vụ việc.

#### 2017–18: Mùa giải ra mắt và cú ăn ba quốc nội

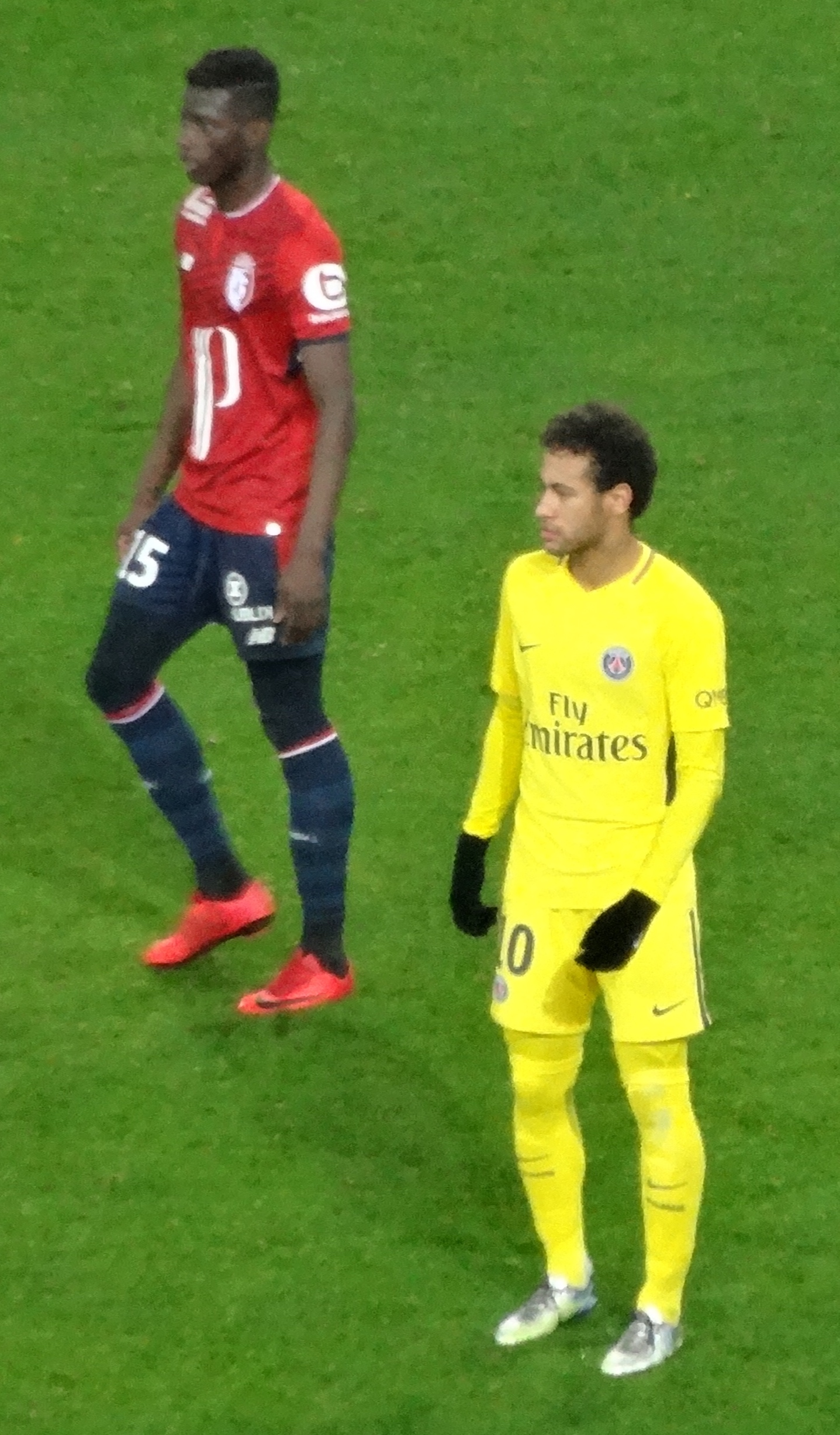
Neymar thi đấu cho PSG trong trận đấu với Lille vào tháng 2 năm 2018

Neymar có trận ra mắt cho Les Rouge-et-Bleu vào ngày 13 tháng 8 năm 2017, ghi một bàn và kiến tạo một bàn khác trong chiến thắng 3–0 trước Guingamp. Anh ấy đã ghi thêm hai bàn nữa vào tổng số bàn thắng của mình trong trận đấu tiếp theo tại Ligue 1 với Toulouse. Tạo thành bộ ba tấn công sung mãn cùng với thần đồng tuổi teen người Pháp Kylian Mbappé và tiền đạo người Uruguay Edinson Cavani, Neymar mỗi người ghi một bàn trong hai trận mở màn của vòng bảng UEFA Champions League 2017–18 của PSG, với chiến thắng 5–0 trước Celtic và 3–0 trên sân nhà trước Bayern Munich tương ứng.
Trong trận thua 0–3 trước đối thủ Marseille vào ngày 25 tháng 2 năm 2018, Neymar bị gãy xương cổ chân thứ năm ở bàn chân phải. Anh ấy đã đến Belo Horizonte và trải qua một ca phẫu thuật thành công ở chân. Anh không thể ra sân lần nữa cho PSG khi đang hồi phục chấn thương, và do đó kết thúc mùa giải đầu tiên ở Paris với 28 bàn thắng sau 30 trận.

#### 2018–19: Chấn thương và chức vô địch
Vào ngày 12 tháng 8 năm 2018, Neymar đã ghi bàn thắng mở màn cho PSG ở mùa giải 2018–19 trong chiến thắng 3–0 trước Caen tại Parc des Princes. Neymar ghi bàn từ chấm phạt đền trong trận đấu tiếp theo giúp PSG giành chiến thắng 3–1 trước Guingamp tại Ligue 1. Trong trận đấu tiếp theo, bộ ba tiền đạo Neymar, Mbappé và Cavani đều ghi bàn trong chiến thắng 3–1 trước Angers trên sân nhà, với Neymar ghi bàn từ đường chuyền của Mbappé và kiến tạo cho Cavani ghi bàn mở tỷ số.
Vào ngày 3 tháng 10 năm 2018, Neymar đã ghi một hattrick trong chiến thắng 6–1 trước Red Star Belgrade trong trận đấu vòng bảng Champions League. Anh ấy bị chấn thương ở chân vào cuối tháng 1 năm 2019 khiến anh ấy không thể tham dự trận đấu ở vòng 16 đội Champions League với Manchester United. Sau khi United loại PSG, Neymar đã lên Instagram xúc phạm các quan chức xem xét video vì đã cho bù giờ quả phạt đền cho United UEFA cấm Neymar ba trận vì hành vi lăng mạ.
Vào ngày 27 tháng 4 năm 2019, Neymar đã ghi bàn trong trận Chung kết Coupe de France 2019 với Rennes, nhưng Rennes đã lội ngược dòng và giành chiến thắng trên chấm phạt đền. Sau trận đấu, Neymar bị bắt gặp đấm vào mặt một khán giả. Khán giả đã quay phim và lăng mạ các cầu thủ PSG. PSG cho biết họ ủng hộ Neymar "100%" trong vụ việc. Neymar thừa nhận anh đã sai, nhưng lập luận rằng cả anh và bất kỳ ai khác đều không thể thờ ơ. Huấn luyện viên của PSG Thomas Tuchel trả lời: "Không dễ để leo lên cầu thang sau một thất bại. Nếu thua, chúng tôi phải thể hiện sự tôn trọng. Bạn không thể xung đột với khán giả."

#### 2019–20: Tạm dừng mùa giải, chung kết châu Âu

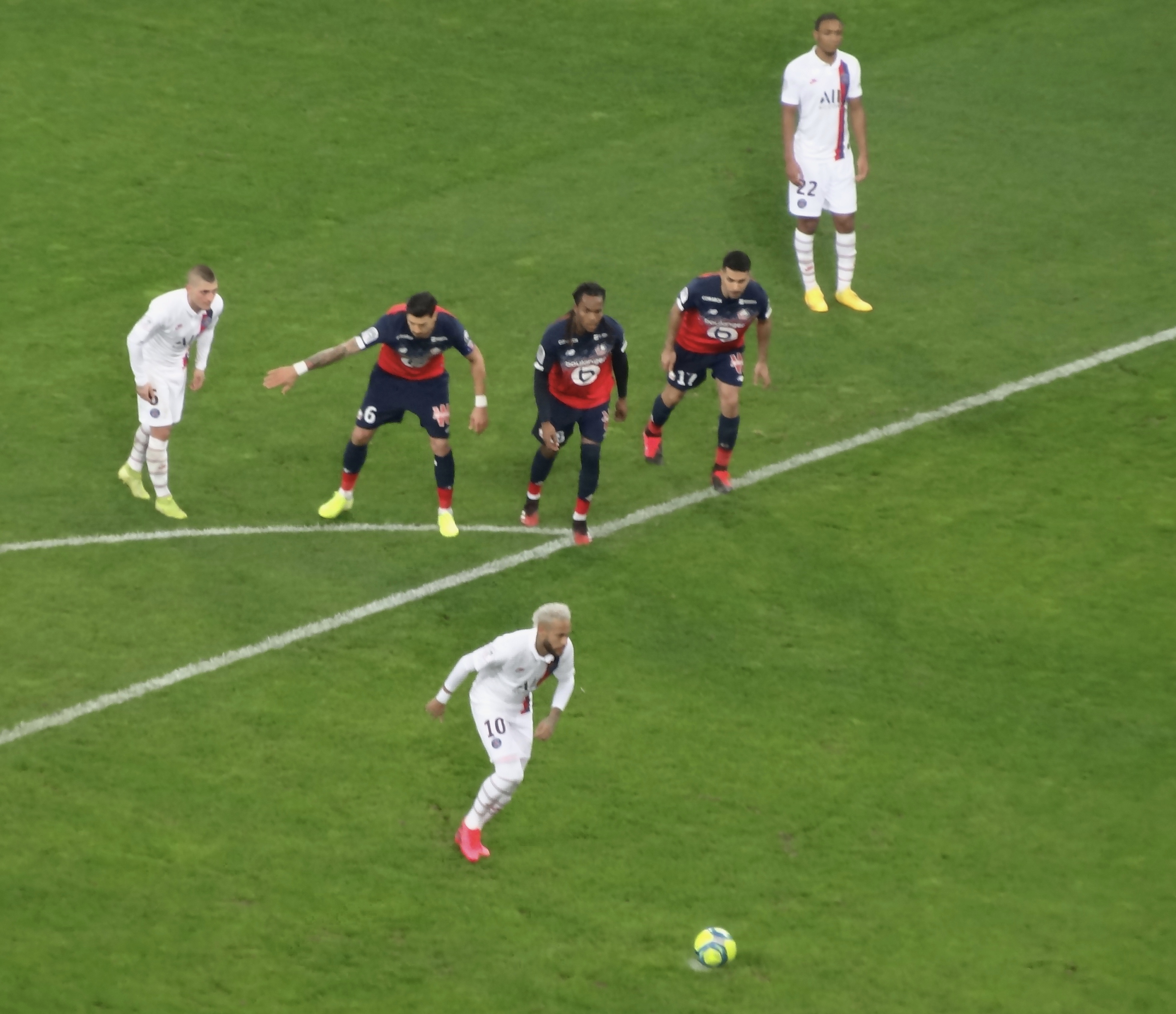
Neymar thực hiện quả phạt đền vào lưới Lille trong trận đấu ở Ligue 1 năm 2020

Vào tháng 7 năm 2019, Neymar vắng mặt trong buổi tập với PSG, với việc câu lạc bộ thảo luận về hình thức kỷ luật. Trước thời hạn chuyển nhượng vào cuối tháng 8, Neymar đã đồng ý ở lại PSG sau khi các cuộc đàm phán về việc trở lại Barcelona đổ vỡ.
Neymar xuất hiện lần đầu tiên cho PSG ở mùa giải 2019–20 vào ngày 14 tháng 9 năm 2019, trong chiến thắng 1–0 trước Strasbourg ở Ligue 1. Anh ấy đã ghi bàn thắng quyết định ở phút bù giờ của hiệp hai từ một cú đá xe đạp chổng ngược. Một tuần sau, anh lại ghi bàn thắng muộn, khi PSG đánh bại Lyon 1–0 tại Parc Olympique Lyonnais.
Neymar dính chấn thương gân khoeo vào tháng 10 khi thi đấu cho đội tuyển quốc gia Brasil, và trở lại thi đấu cho PSG trong trận đấu vòng bảng Champions League với Real Madrid vào ngày 26 tháng 11 với tỷ số hòa 2–2.
Neymar đã giành được chức vô địch thứ ba sau khi PSG được trao giải Ligue 1 khi mùa giải kết thúc sớm do đại dịch COVID-19. Vào ngày 24 tháng 7 năm 2020, trong trận đấu chuyên nghiệp đầu tiên của Paris Saint-Germain trở lại sau đại dịch, Neymar đã ghi bàn thắng duy nhất cho đội bóng của anh ấy trong chiến thắng 1–0 trước Saint-Étienne trong trận Chung kết Coupe de France , giành chức vô địch Coupe de France thứ hai của anh ấy danh hiệu với câu lạc bộ. Vào ngày 31 tháng 7, Paris Saint-Germain đã giành chiến thắng trong trận Chung kết Coupe de la Ligue 2020 với tỷ số 6–5 trên loạt sút luân lưu trước Lyon, sau trận hòa 0–0, sau hiệp phụ đội bóng này đã hoàn tất cú ăn ba trong nước, với một bàn thắng của Neymar. về các quả phạt đền trong loạt sút luân lưu. Trong trận tứ kết Champions League với Atalanta vào ngày 12 tháng 8, anh đã kiến tạo để ghi bàn gỡ hòa ở phút bù giờ trong chiến thắng chung cuộc 2–1. Trong trận bán kết với RB Leipzig, anh đã kiến tạo một bàn trong chiến thắng 3–0, giúp PSG lọt vào trận chung kết Champions League lần đầu tiên trong lịch sử; PSG cuối cùng thua 0–1 trước Bayern Munich vào ngày 23 tháng 8.

#### 2020–21: Gia hạn hợp đồng
Neymar đã bỏ lỡ trận đấu đầu tiên của mùa giải 2020–21 vì anh ấy đã có kết quả xét nghiệm dương tính với COVID-19 một tuần trước đó; PSG tiếp tục để thua trước Lens với tỷ số 1–0. Tuy nhiên, anh đã trở lại tập luyện trước trận đấu với Marseille vào ngày 13 tháng 9 năm 2020. PSG thua Le Classique lần đầu tiên kể từ năm 2011 khi OM thắng 1–0 trong một trận đấu có 14 thẻ vàng và 5 thẻ đỏ do trọng tài rút ra, trong đó có một thẻ cho Neymar.
Neymar đã ghi hai bàn thắng đầu tiên của mùa giải trong chiến thắng 6–1 trước Angers vào ngày 2 tháng 10. Anh ấy đã lọt vào danh sách mười cầu thủ ghi nhiều bàn thắng nhất trong lịch sử PSG bằng cách làm như vậy, ghi bàn thứ 72 cho câu lạc bộ, giúp anh ấy ngang hàng với Raí. Vào ngày 28 tháng 10, Neymar dính chấn thương cơ phụ trong trận đấu với İstanbul Başakşehir, phải rời sân sau 26 phút thi đấu. Anh trở lại thi đấu với tư cách băng ghế dự bị trong trận thua 3–2 trước Monaco vào ngày 20 tháng 11, và ghi bàn thắng đầu tiên sau khi bình phục chấn thương trong chiến thắng 1–0 trước RB Leipzig tại UEFA Champions League vào ngày 24 tháng 11.
Vào ngày 28 tháng 11, Neymar ghi bàn thắng thứ 50 tại Ligue 1, thực hiện thành công quả phạt đền trong trận hòa 2–2 của PSG trước Bordeaux. Điều này khiến anh ấy trở thành cầu thủ nhanh nhất trong lịch sử câu lạc bộ đạt được 50 bàn thắng ở giải đấu, chỉ sau 58 trận đấu. Bốn ngày sau, vào ngày 2 tháng 12, anh ghi hai bàn trong chiến thắng 3–1 tại Champions League trước Manchester United tại Old Trafford. Trong trận đấu cuối cùng vòng bảng của PSG, Neymar ghi hat-trick thứ ba trong sự nghiệp tại Champions League vào lưới İstanbul Başakşehir, giúp đội bóng của anh thắng 5–1 và vượt qua vòng loại trực tiếp với tư cách đội nhất bảng. Anh trở thành cầu thủ đầu tiên trong lịch sử Cúp C1 châu Âu và Champions League ghi 20 bàn cho hai câu lạc bộ khác nhau, ghi 21 bàn cho Barcelona sau 40 trận và 20 bàn cho PSG sau 25 trận. Trong trận thua 0–1 trước Lyon vào ngày 13 tháng 12, Neymar dính chấn thương mắt cá sau một pha vào bóng của Thiago Mendes, và phải nằm cáng rời sân. Anh ấy đã tránh được một vết gãy xương, nhưng phải nghỉ thi đấu trong ba tuần vì bị bong gân. Sự trở lại của anh ấy diễn ra đúng một tháng sau chấn thương, vào ngày 13 tháng 1 năm 2021, trong chiến thắng 2–1 trước đối thủ Marseille tại Trophée des Champions, với bàn thắng quyết định của Neymar từ chấm phạt đền. Anh ấy dính chấn thương cơ phụ bên trái trong chiến thắng 1–0 trước Caen vào ngày 10 tháng 2, khiến anh ấy phải nghỉ thi đấu 4 tuần. Vào ngày 21 tháng 3, anh ấy đã trở lại thi đấu, vào sân thay người trong chiến thắng 4–2 trước Lyon.

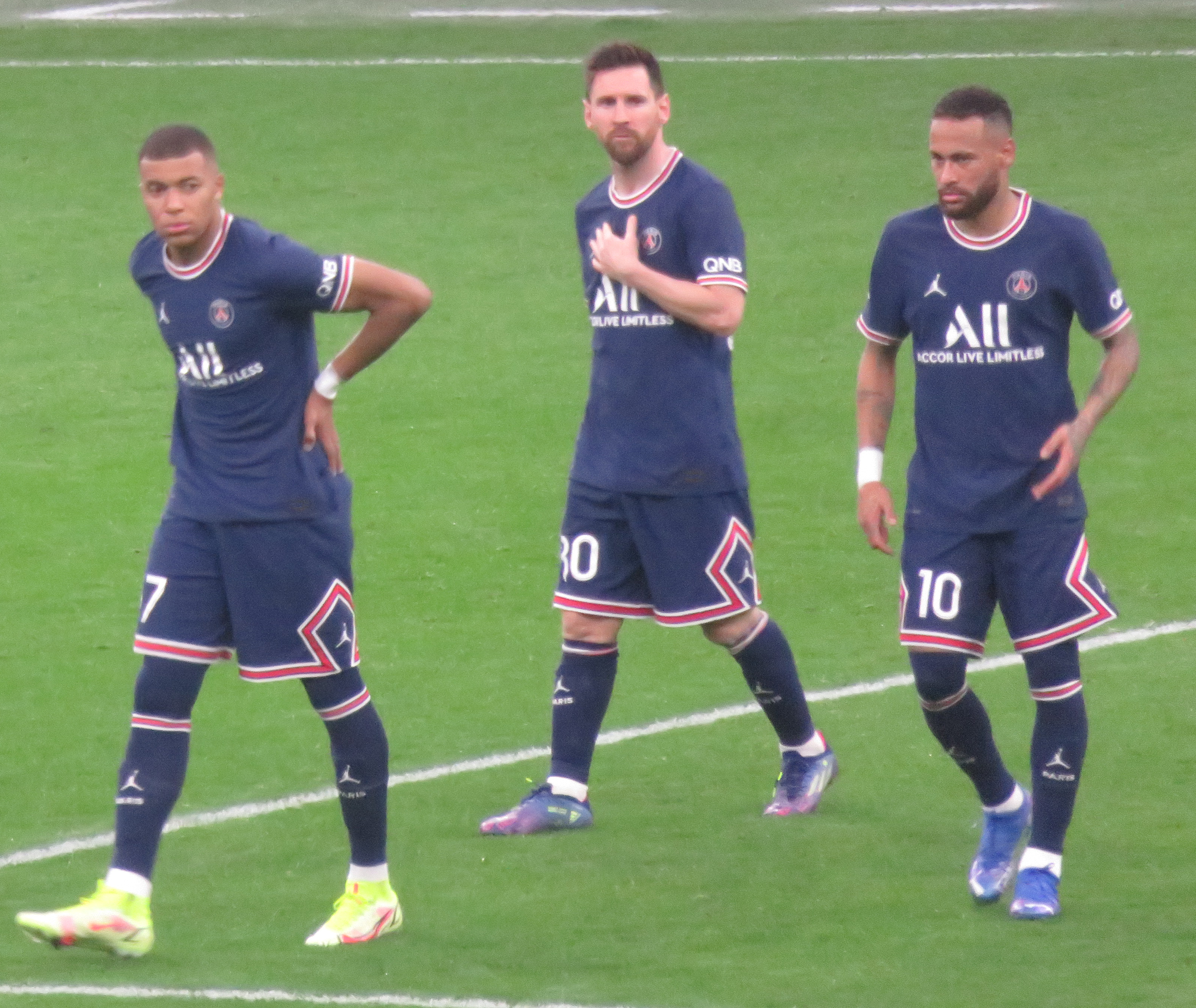
Neymar (phải) với Kylian Mbappé và Lionel Messi trong trận đấu với Marseille tại Le Classique, tháng 10 năm 2021

Tại UEFA Champions League 2020–21, Paris Saint-Germain đã bị loại bởi Manchester City ở bán kết. Neymar vắng mặt trong trận đấu PSG đánh bại Barcelona, nhưng anh có mặt ở cả hai trận tứ kết gặp Bayern Munich và cả hai trận bán kết đối đầu với Man City. Vào ngày 8 tháng 5, anh gia hạn hợp đồng với PSG đến năm 2025.

#### 2021–22: Kỷ lục cá nhân và sự bất thường của tập thể
Vào ngày 10 tháng 8 năm 2021, đồng đội cũ của Neymar ở Barcelona là Lionel Messi đã ký hợp đồng với PSG. Vào ngày 29 tháng 8, Neymar ra sân lần đầu tiên trong mùa giải, đá chính trong chiến thắng 2–0 trước Reims. Messi vào thay Neymar ở phút 66 của trận đấu, trong trận ra mắt câu lạc bộ nước Pháp. Neymar ghi bàn thắng đầu tiên trong mùa giải 2021–22 vào ngày 19 tháng 9, chuyển hóa thành công quả phạt đền trong chiến thắng 2–1 trước Lyon. Anh ghi bàn thắng thứ 400 trong sự nghiệp vào ngày 6 tháng 11 trước Bordeaux, nơi anh ghi một cú đúp và giúp đội giành chiến thắng 3–2.
Vào ngày 28 tháng 11 năm 2021, Neymar dính chấn thương mắt cá trong chiến thắng 3–1 trước Saint-Étienne. Anh được đưa ra sân trên cáng ở phút 85 của trận đấu. Anh ấy trở lại sau chấn thương vào ngày 15 tháng 2 năm 2022 trong trận đấu tại Champions League với Real Madrid, nơi anh ấy vào sân thay người và kiến tạo cho Mbappé ghi bàn ở phút bù giờ để giành chiến thắng với tỷ số 1–0. Bốn ngày sau, anh ấy trở lại thi đấu tại giải VĐQG và đá trận đầu tiên vào năm 2022 trong trận đấu với Nantes; anh ấy đã ghi một bàn thắng và bỏ lỡ một quả phạt đền trong trận thua 1–3 tại Stade de la Beaujoire. Vào ngày 13 tháng 3, sau khi họ bị loại khỏi Champions League trước Real Madrid ở vòng 16 đội, Neymar và đồng đội Messi đã bị một số cổ động viên PSG trên sân Parc des Princes la ó trong trận đấu với Bordeaux tại giải VĐQG. Vào ngày 21 tháng 5 năm 2022, anh ghi bàn thắng thứ 100 cho PSG trong chiến thắng 5–0 trước Metz. Neymar đã giúp PSG giành chức vô địch quốc gia lần thứ 10, kỷ lục của họ, kết thúc mùa giải với 13 bàn thắng và 8 đường kiến tạo trên mọi đấu trường, ghi ít bàn thắng nhất kể từ khi đến châu Âu vào năm 2013, trong một mùa giải được đánh dấu bằng nhiều chấn thương và sự bất thường của tập thể.

#### 2022–23: Mùa giải cuối cùng tại PSG

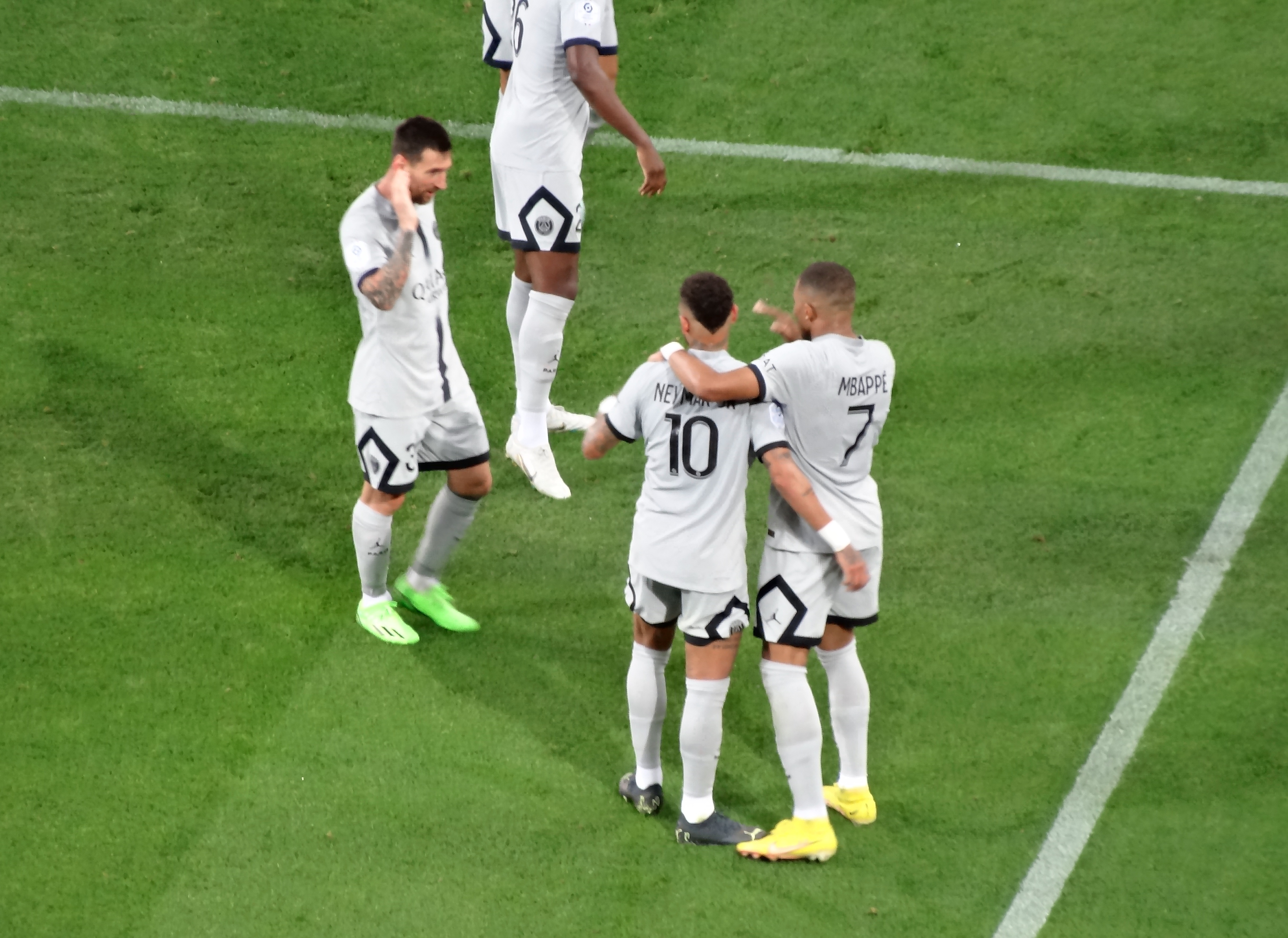
Neymar (giữa) ăn mừng bàn thắng cùng các đồng đội ở PSG là Messi (trái) và Mbappé (phải)

Sau phong độ đáng thất vọng ở mùa giải trước và với sự thay đổi trong chính sách chuyển nhượng của câu lạc bộ, Neymar được cho là có khả năng rời câu lạc bộ, nhưng việc thiếu những người theo đuổi tiềm năng đã phá vỡ một động thái tiềm năng, mặc dù Cố vấn bóng đá của PSG, Luís Campos đã bác bỏ những tin đồn đó rằng Neymar là một phần trong dự án của câu lạc bộ. Anh nhanh chóng lấy lại phong độ so với mùa giải trước, khởi đầu mùa giải bằng cách ghi một bàn thắng và lập hat-trick kiến tạo trong chiến thắng 5–0 trước Clermont vào ngày 6 tháng 8. Là một phần trong bộ ba tấn công sung mãn của anh ấy cùng với Kylian Mbappé và Lionel Messi, vào ngày 21 tháng 8, cả ba đều ghi bàn và kiến tạo giúp Neymar ghi hai bàn và ghi thêm ba pha kiến tạo trong chiến thắng 7–1 trên sân khách của PSG trước Lille. Sau khi ghi 13 bàn thắng trong 5 trận đầu tiên tại giải VĐQG, Neymar được vinh danh là Cầu thủ xuất sắc nhất tháng của Ligue 1 vào tháng 8.
Vào ngày 6 tháng 3 năm 2023, PSG thông báo rằng Neymar sẽ trải qua cuộc phẫu thuật ở Doha và sẽ phải nghỉ thi đấu trong phần còn lại của mùa giải.. Điều này dẫn đến việc Neymar bỏ lỡ trận lượt về của PSG trong vòng 16 đội Champions League gặp Bayern Munich, trận đấu mà PSG cuối cùng đã bị loại. Sau khi có thông tin Messi sẽ rời câu lạc bộ sau khi hết hạn hợp đồng, một nhóm cổ động viên PSG đã tập trung bên ngoài trụ sở câu lạc bộ, phản đối chỉ đạo của câu lạc bộ và xúc phạm nhiều nhân vật khác nhau của câu lạc bộ, bao gồm cả Neymar. Một nhóm cá nhân khác đến nhà Neymar, đòi anh rời CLB.

### Al Hilal

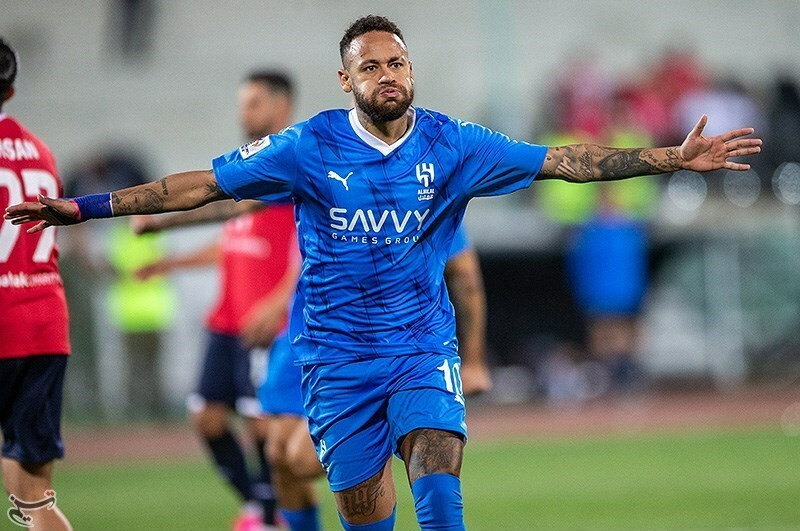
Neymar ăn mừng bàn thắng đầu tiên cho Al Hilal vào năm 2023.

Nhiều nguồn tin cho rằng Neymar đã đạt các thỏa thuận và sẽ tới câu lạc bộ của Ả Rập Xê Út đó là Al Hilal và hiện đang trên đường tới việc kí hợp đồng. Sau nhiều đồn đoán, Neymar Junior chính thức là cầu thủ của Al Hilah sau khi kí hợp đồng 2 năm với mức lương 160 triệu euro/mùa.. Vào ngày 15 tháng 9, anh có trận ra mắt trong trận thắng 6–1 trước Al-Riyadh, vào sân từ băng ghế dự bị và kiến tạo cho Malcom ghi bàn. Vào ngày 3 tháng 10, Neymar ghi bàn thắng đầu tiên cho câu lạc bộ trong chiến thắng 3–0 trước Nassaji Mazandaran trong trận đấu vòng bảng AFC Champions League.
Vào ngày 18 tháng 10 năm 2023, có thông báo rằng Neymar sẽ phải phẫu thuật sau khi anh bị đứt dây chằng chéo trước khi làm nhiệm vụ quốc tế.

## Sự nghiệp quốc tế

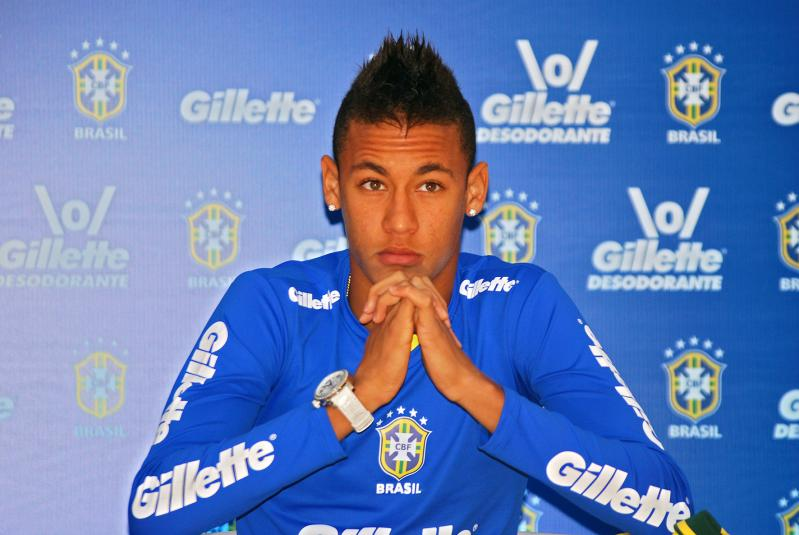
Neymar tại một cuộc họp báo cho Đội tuyển quốc gia Brasil vào tháng 8 năm 2010. Anh đã ra mắt quốc tế vào tháng đó ở tuổi 18.

### 2010–2012: Ra mắt cấp cao và các giải đấu lớn đầu tiên
Sau màn trình diễn của Neymar cho Santos trong mùa giải đầu năm 2010 thành công, bao gồm cả chức vô địch Copa do Brasil 2010, trong đó Neymar là cầu thủ ghi nhiều bàn thắng nhất, và Campeonato Paulista 2010, trong đó Neymar ghi 14 bàn, cựu cầu thủ bóng đá Brasil Pelé và Romário được cho là đã thúc giục huấn luyện viên Dunga đưa Neymar đến World Cup 2010. Mặc dù ý kiến rộng rãi cho rằng Neymar xứng đáng có một vị trí trong đội hình của Dunga đã lên tới 14.000 chữ ký kiến nghị, và bất chấp áp lực rất lớn buộc Dunga phải chọn Neymar, anh đã bị loại khỏi cả đội hình 23 cầu thủ, và danh sách dự phòng. Mặc dù Dunga mô tả Neymar là "cực kỳ tài năng", nhưng anh ấy nói rằng anh ấy chưa được thử thách đầy đủ ở cấp độ quốc tế để giành được một suất tham dự World Cup và anh ấy đã không thể gây ấn tượng đủ khi làm nhiệm vụ quốc tế.

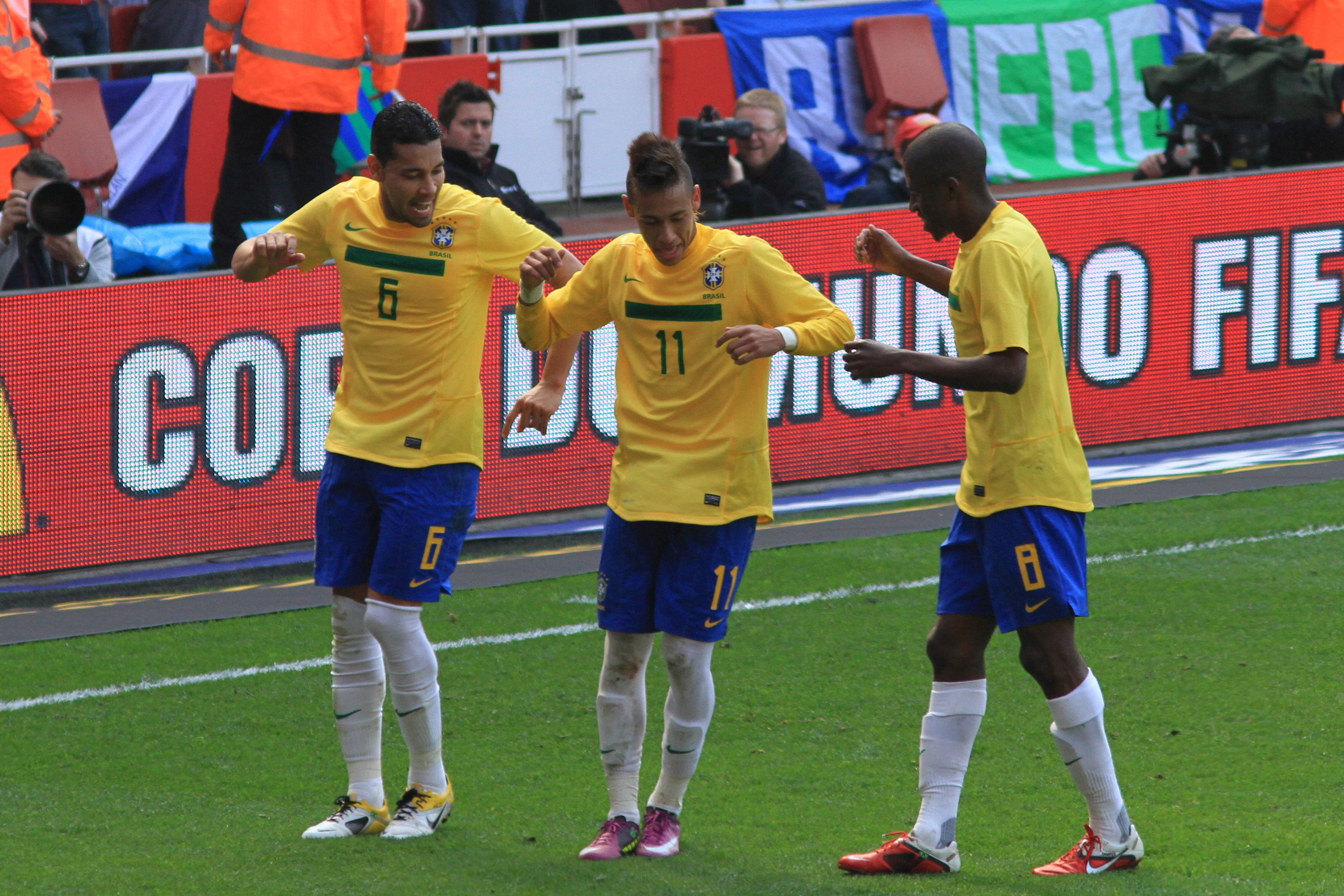
Neymar ăn mừng bàn thắng của anh cho Brasil đấu với Scotland, vào ngày 27 tháng 3 năm 2011, với André Santos và Ramires.

Vào ngày 26 tháng 7 năm 2010, Neymar lần đầu tiên được chọn vào đội tuyển Brasil bởi huấn luyện viên trưởng mới Mano Menezes cho trận giao hữu với Hoa Kỳ sẽ được diễn ra tại East Rutherford, New Jersey. Vào ngày 10 tháng 8 năm 2010, anh có trận ra mắt đội tuyển quốc gia trong trận đấu đó, khi mới 18 tuổi, đá chính và mang áo số 11. Anh ghi bàn trong trận ra mắt ở phút thứ 28, một cú đánh đầu từ đường chuyền của André Santos trong chiến thắng 2–0 cho Brasil. Vào ngày 1 tháng 3 năm 2011, Neymar nói: "Được khoác áo đội tuyển Brasil là một đặc ân. Có một số cầu thủ tuyệt vời và tôi rất vui khi được góp mặt trong số đó."
Vào ngày 27 tháng 3 năm 2011, anh ghi hai bàn trong chiến thắng 2–0 trước Scotland tại Sân vận động Emirates. Trong trận đấu với Scotland, một quả chuối đã được ném xuống sân sau khi anh ấy ghi bàn từ chấm phạt đền, khiến Neymar phàn nàn về 'sự chế giễu liên tục và bầu không khí phân biệt chủng tộc', ngụ ý rằng người hâm mộ Scotland thể hiện sự phân biệt chủng tộc. Trong khi các quan chức Scotland giải thích rằng Neymar bị la ó chỉ vì cho là giả chấn thương, một sinh viên người Đức có mặt trong sân vận động giữa những người ủng hộ Brazil nói rằng anh ta ném quả chuối không có ý định phân biệt chủng tộc. Điều này dẫn đến việc Hiệp hội bóng đá Scotland yêu cầu Liên đoàn bóng đá Brasil xin lỗi vì những lời buộc tội dành cho người hâm mộ Scotland. Neymar từ chối xin lỗi hay rút lại lời nói, khẳng định anh "không buộc tội bất kỳ cá nhân hay nhóm cổ động viên nào".
Neymar là cầu thủ ghi nhiều bàn thắng nhất ở South American Youth Championship 2011 với 9 bàn thắng, trong đó có 2 bàn ở trận chung kết, trong chiến thắng 6–0 của Brasil trước Uruguay. Anh ấy cũng tham gia Copa América 2011 ở Argentina, nơi anh ghi hai bàn thắng trong trận đấu ở vòng một với Ecuador. Anh ấy được chọn là 'Cầu thủ xuất sắc nhất trận' trong trận đấu đầu tiên của Brazil với Venezuela, trận đấu đã kết thúc với tỷ số hòa 1–1. Brazil đã bị loại ở tứ kết trong loạt đá luân lưu với Paraguay (2–2 sau hiệp phụ), với việc Neymar được thay ra ở phút 80.

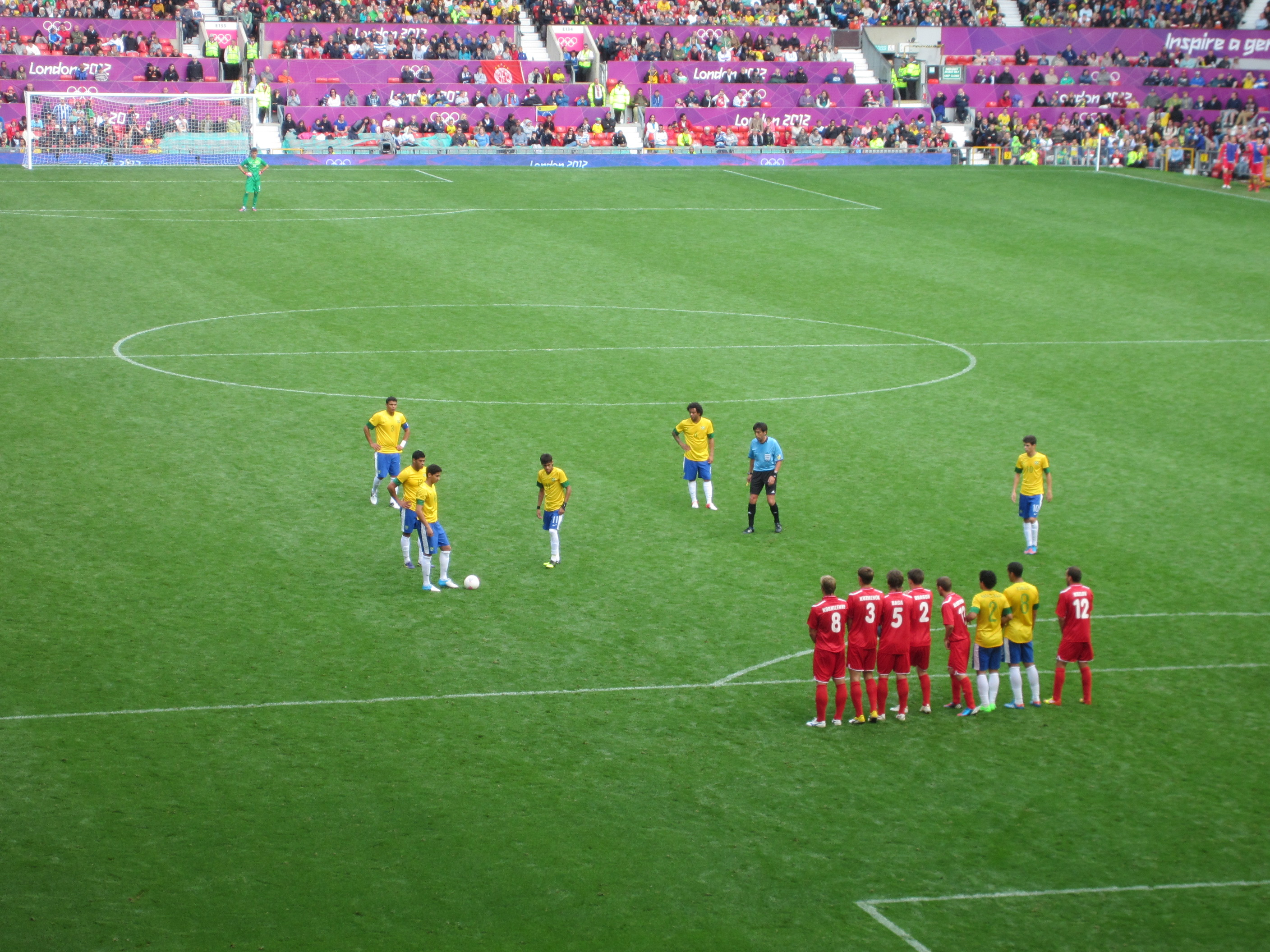
Neymar chuẩn bị thực hiện một quả đá phạt từ khoảng cách 30 mét vào lưới Belarus tại Old Trafford ở Manchester trong Thế vận hội Mùa hè 2012

Vào ngày 11 tháng 5 năm 2012, Neymar được chọn vào đội Olympic Brasil để tham gia Olympic 2012.
Trong trận đấu khởi động đầu tiên của Brazil vào ngày 20 tháng 7 năm 2012, trước nước chủ nhà Vương quốc Liên hiệp Anh và Bắc Ireland tại Sân vận động Riverside, Neymar đã tham gia vào cả hai bàn thắng trong chiến thắng 2–0, bàn đầu tiên thực hiện một pha kiến tạo bằng cú đánh đầu của Sandro trong vòng 5m50, trước khi chuyển thành quả phạt đền.
Vào ngày 26 tháng 7 năm 2012, Neymar ghi bàn thắng đầu tiên tại Thế vận hội Mùa hè 2012 trong trận mở màn của Brazil trước Ai Cập, kết thúc chiến thắng 3–2 cho Brasil. Trong trận đấu tiếp theo với Belarus tại Old Trafford ở Manchester, Neymar đã thực hiện một quả đá phạt trực tiếp từ cự ly 25 mét vào góc trên bên phải khung thành và lập công. các bàn thắng cho Alexandre Pato đánh đầu bằng đường tạt bóng từ cánh phải và Oscar bằng cú đánh gót ngược khi Brazil giành quyền vào tứ kết với chiến thắng 3–1. Sau đó, anh nói: "Tôi đã ghi bàn và thực hiện hai pha kiến tạo nên đối với tôi, điều đó thật hoàn hảo".
Vào ngày 5 tháng 8 năm 2012, trong trận tứ kết với Honduras, Neymar đã ghi một quả phạt đền, bàn thắng thứ ba của anh trong giải đấu và kiến tạo trong bàn thắng thứ hai của Leandro Damião trong trận đấu, để giúp Brazil giành chiến thắng 3–2 tại St James' Park và giành một suất vào bán kết. Vào ngày 11 tháng 8, Brazil thua 1–2 trước México trong trận chung kết tại Sân vận động Wembley ở London.
Neymar ghi hat-trick quốc tế đầy đủ đầu tiên vào ngày 10 tháng 9 năm 2012, trong chiến thắng 8–0 trước Trung Quốc tại Estádio José do Rego Maciel ở Recife. Vào ngày 19 tháng 9, Neymar ghi bàn thắng quyết định vào lưới Argentina trong chiến thắng 2–1 trong trận lượt đi Superclásico de las Américas 2012 tại Estádio Serra Dourada ở Goiânia, Brasil.

### 2013–2014: Vô địch Confederations Cup và bước đột phá tại World Cup

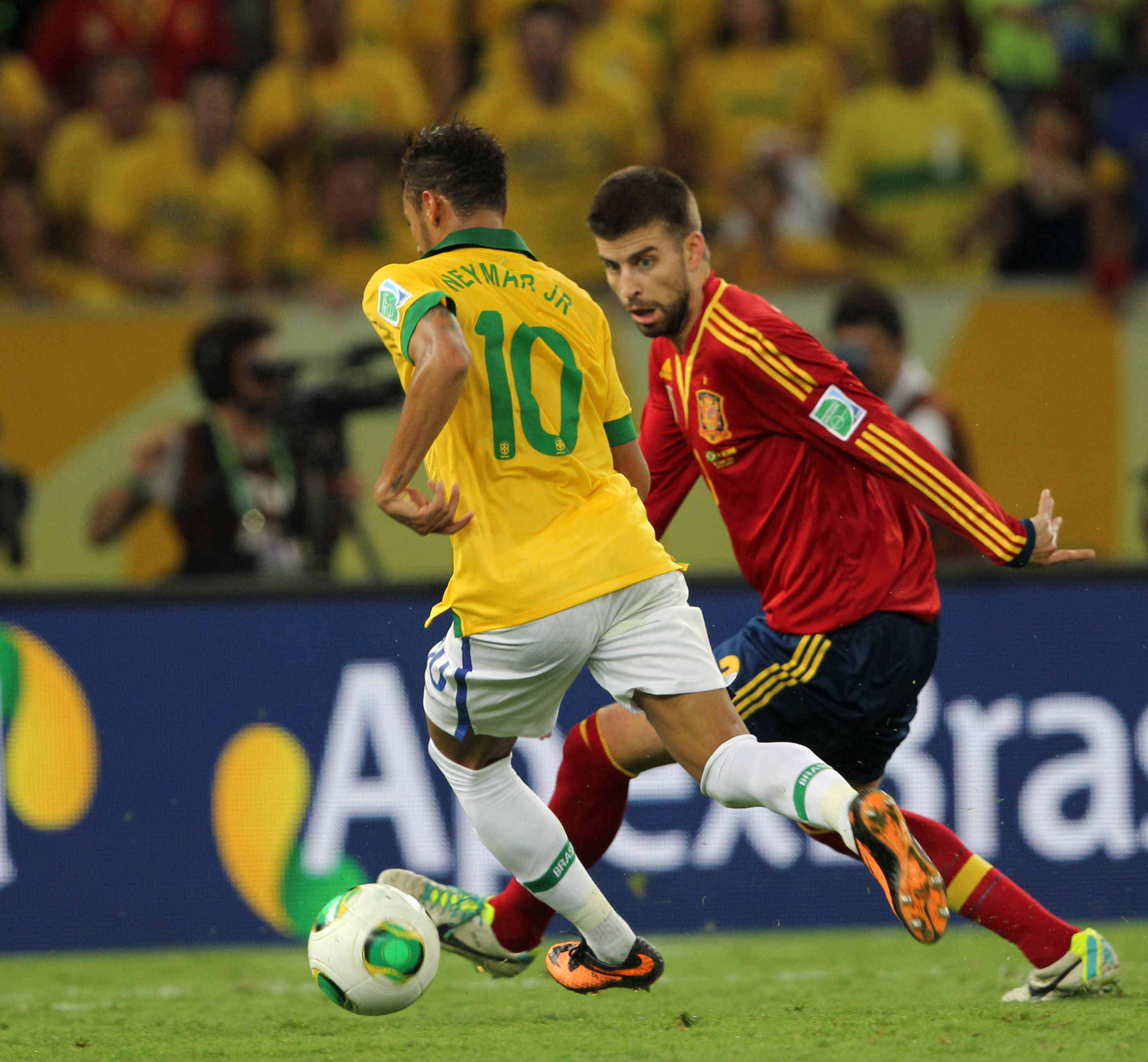
Neymar đối đầu với Gerard Piqué trong trận chung kết Confederation Cup 2013

Trước ngày gia nhập Barcelona hè 2013, Neymar được triệu tập vào ĐTQG tham dự Cúp Liên đoàn các châu lục 2013 tại quê nhà Brasil. Anh ghi bàn thắng đầu tiên tại giải trong trận mở màn gặp Nhật Bản giúp Brasil thắng 3-0, ghi bàn kế tiếp trong trận thắng México 2-0. Anh còn ghi một bàn thắng nữa ở vòng bảng trong trận thắng 4-2 trước Italy. Trong trận chung kết giải đấu, Neymar ghi 1 bàn thắng giúp Brasil hạ Tây Ban Nha 3-0 và giành chức vô địch Confederation Cup.
World Cup 2014 được tổ chức ngay tại Brasil, anh mang chiếc áo số 10 khi thi đấu cho đội tuyển Brasil, và thường được huấn luyện viên trưởng Luiz Felipe Scolari cho thi đấu ở vị trí sở trường là tiền đạo cánh trái (LW) trong đội hình chính. Trong trận khai mạc World Cup 2014, đội tuyển Brasil với tư cách đội chủ nhà gặp đối thủ Croatia, Neymar đã tỏa sáng khi lập 1 cú đúp, trong đó bàn thắng đầu tiên là 1 cú sút xa từ ngoài vòng cấm bằng chân trái, tuy sệt và không mạnh nhưng rất hiểm, được ghi trong hiệp 1, san hòa tỉ số trong Brasil khi đang bị dẫn 0-1, bàn thắng thứ 2 được ghi từ chấm phạt đền, sau pha ngã trong vòng cấm gây tranh cãi của tiền đạo Fred. Ở luợt trận cuối của vòng bảng gặp Cameroon, Neymar cũng lập cú đúp giúp Brasil thắng đậm 4-1 và chiếm ngôi đầu bảng. Kể từ vòng knocked-out của giải, Neymar không ghi bàn. Đến trận tứ kết, anh gặp phải một chấn thương nặng sau pha va chạm với hậu vệ phải Juan Camillo Zuniga bên phía Colombia. Chấn thương lưng (rạn đốt sống lưng) đó khiến Neymar chính thức ngồi ngoài ở phần còn lại của kì World Cup diễn ra ngay trên quê hương mình. Đội tuyển Brasil thi đấu mà không có sự phục vụ của Neymar, cuối cùng để thua tan nát 1-7 trước Đức ở bán kết và 0-3 trước Hà Lan trong trận tranh hạng ba. Tổng cộng ở World Cup 2014, Neymar ghi được 4 bàn thắng.

### 2015–2016: Mang băng đội trưởng và huy chương vàng Olympic
Anh tiếp tục được HLV Dunga triệu tập trong danh sách đội tuyển Brasil tham dự Copa América 2015 tổ chức ở Chile. Tại giải đấu này, anh chỉ ghi được một bàn thắng trong trận thắng Peru với tỉ số 2-1. Tuy nhiên đến lượt thứ hai gặp Colombia, vào những phút cuối trận, anh đã bị truất quyền thi đấu (cùng với Carlos Bacca bên phía Colombia) do có hành vi cố ý sút bóng trúng lưng của Pablo Armero và húc vào mặt Murilo bên phía đối phương, dẫn đến tình huống xô xát với Bacca. Sau khi bị đuổi khỏi sân, Neymar được cho là còn đợi trọng tài chính Enrique Osses trong đường hầm để lăng mạ ông ta bằng những lời lẽ khó nghe như "đồ con hoang" hay "kẻ muốn ăn theo sự nổi tiếng" của anh. Vì hành động phi thể thao này mà Neymar bị treo giò 4 trận, khiến cho Brasil dừng bước ở tứ kết sau khi để thua Paraguay 3-4 trên chấm 11m sau khi hai đội hòa 0-0 sau 90 phút thi đấu không có bàn thắng nào được ghi.
.

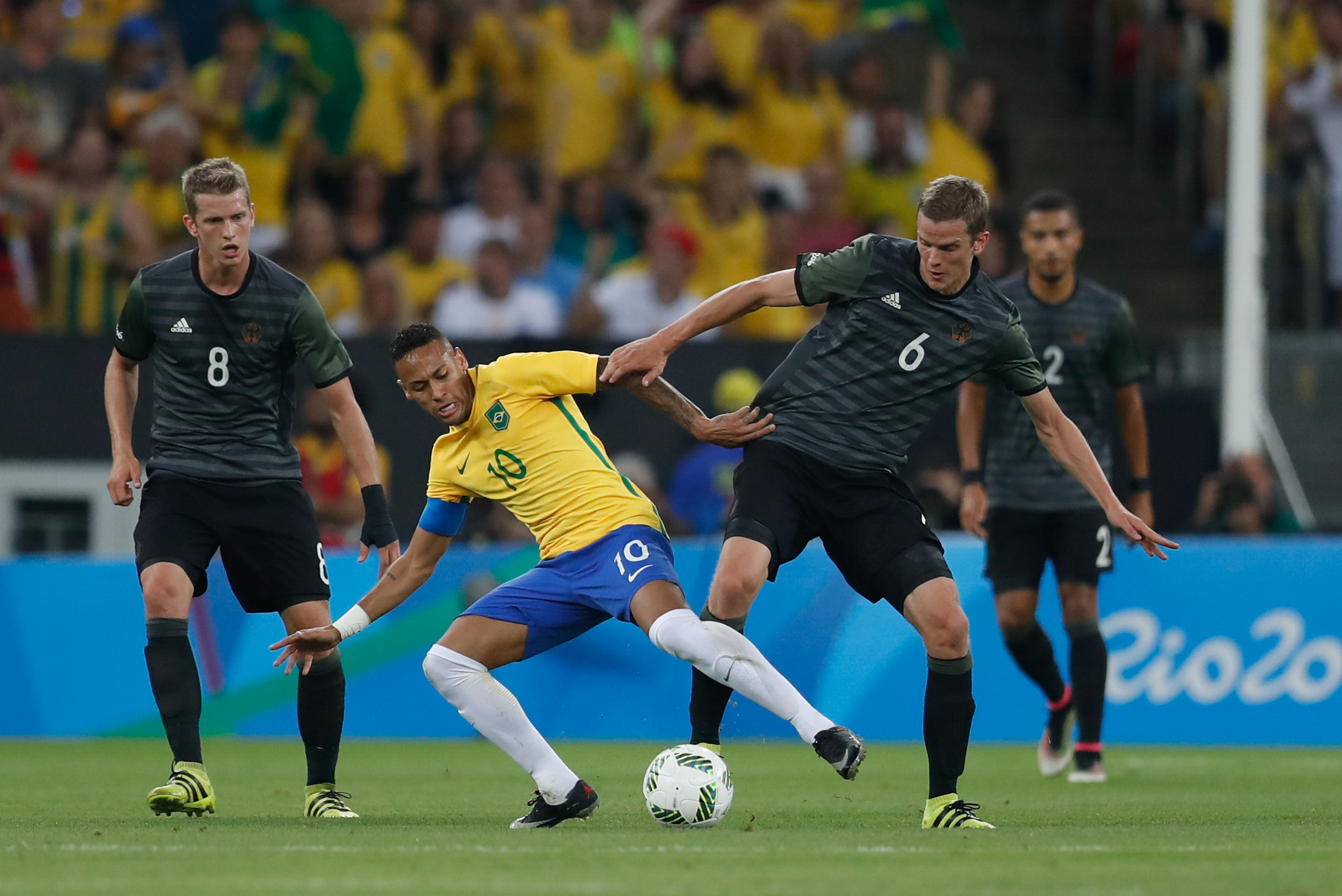
Neymar (Brasil) và Sven Bender (Đức) giành bóng ở chung kết Bóng đá tại Thế vận hội Mùa hè 2016

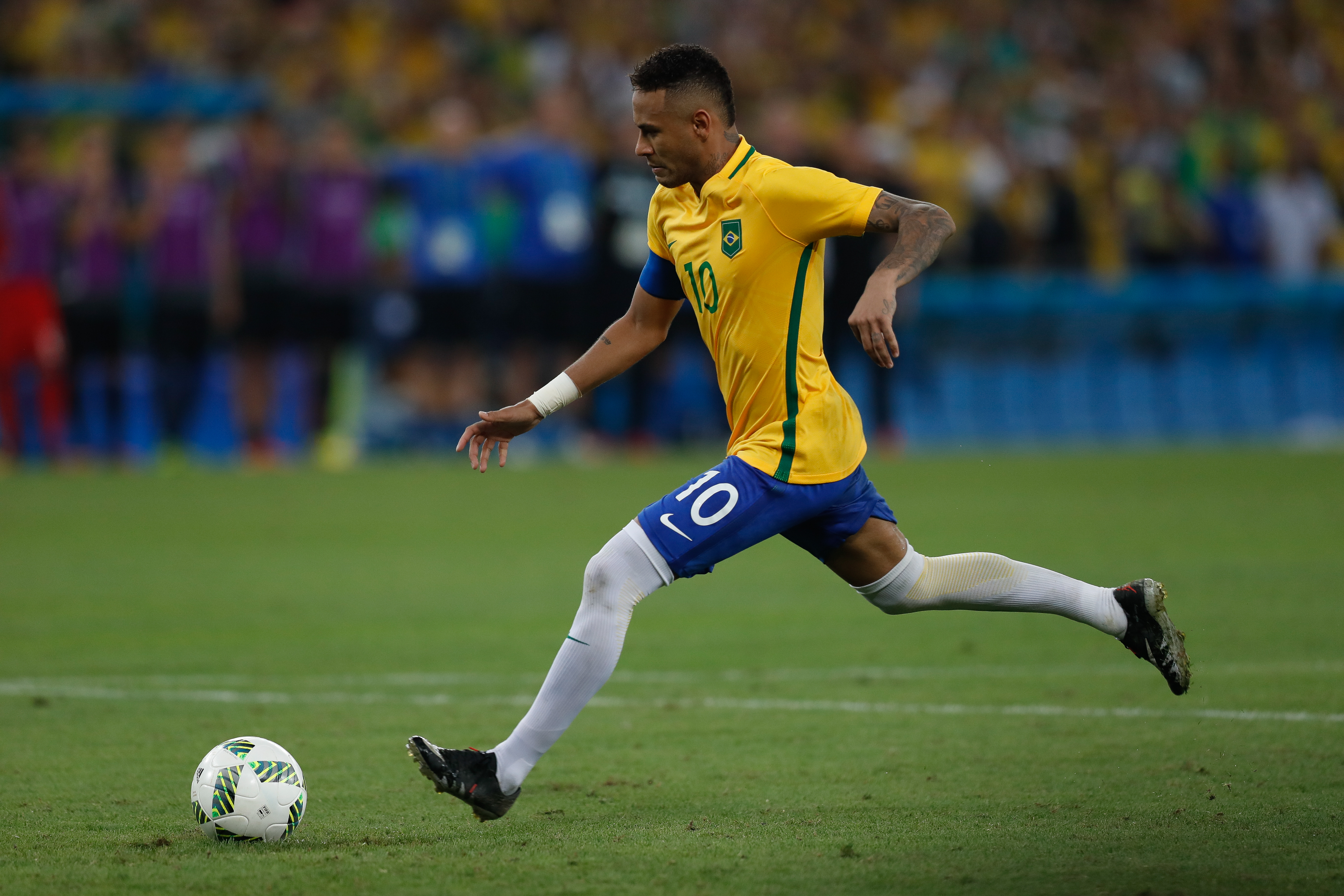
Neymar tung cú sút phạt đền quyết định giúp Brasil hạ Đức trong trận chung kết Olympic 2016. Sau khi giành chiến thắng trong loạt đá luân lưu, Brasil lần đầu tiên đoạt huy chương vàng bóng đá

Tại Thế vận hội Mùa hè 2016 tổ chức tại quê nhà Brasil, Neymar có tên trong danh sách thành phần đội tuyển Olympic tham dự môn bóng đá nam tại đấu trường này. Tổng cộng anh đã ghi 4 bàn thắng, trong đó anh đã thiết lập kỷ lục ghi bàn nhanh nhất trong trận bán kết gặp đội tuyển Olympic Honduras ở giây thứ 15. Đội tuyển Olympic Brasil sau đó đã lọt vào đến trận chung kết gặp đội tuyển Olympic Đức. Neymar là người ghi bàn trước nhưng đến gần cuối hiệp 2 Đức có bàn thắng gỡ hòa, buộc hai đội phải bước vào loạt đá penalty đầy may rủi. Ở loạt sút penalty cuối cùng, Neymar đã sút thành công quả quyết định, đem về chiếc huy chương vàng Olympic đầu tiên cho đội chủ nhà sau hơn 60 năm chờ đợi.

### 2018: World Cup

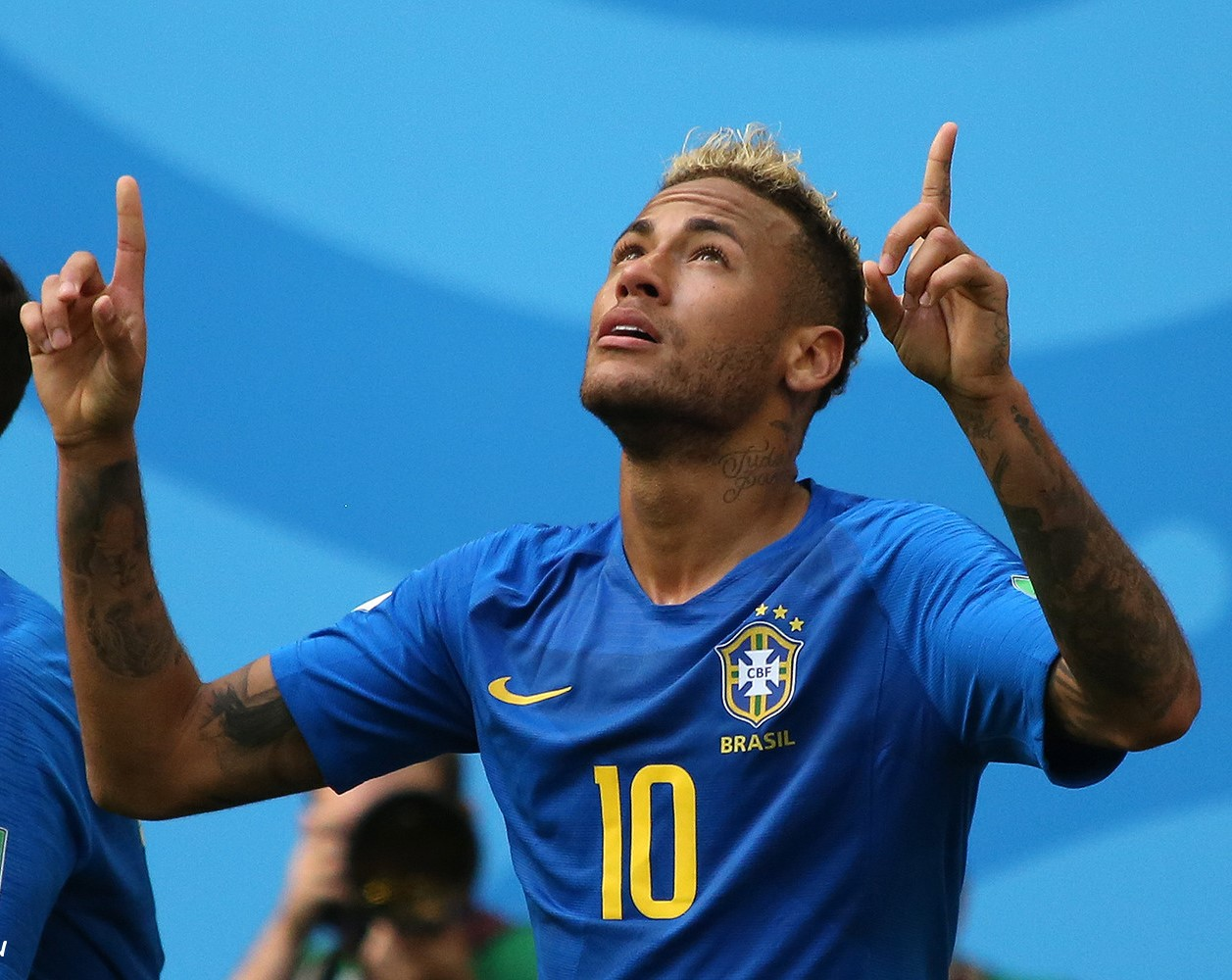
Neymar ăn mừng bàn thắng vào lưới Costa Rica ở vòng bảng World Cup 2018

Neymar ghi 6 bàn thắng ở chiến dịch vòng loại World Cup 2018, giúp tuyển Brasil giành vé dự World Cup sớm 4 vòng đấu và cũng là đội vượt qua vòng loại sớm nhất thế giới. Anh tiếp tục được huấn luyện viên Tite triệu tập tham dự World Cup 2018 diễn ra tại Nga. Ở lượt trận thứ hai bảng E gặp Costa Rica, Neymar đã ghi bàn thắng quyết định ở những phút bù giờ cuối cùng của hiệp 2, giúp vũ công Samba giành chiến thắng chung cuộc trước đối thủ với tỉ số 2-0. Chung cuộc Brasil giành vị trí nhất bảng E với 7 điểm. Ở vòng 16 đội gặp México, anh đã ghi bàn thắng mở tỉ số cho đội tuyển Brasil, chung cuộc Brasil vượt qua México với tỉ số 2-0. Đội tuyển Brasil sau đó lọt vào tứ kết nhưng để thua chung cuộc 1-2 trước Bỉ. Tổng cộng anh đã có 2 bàn thắng cho giải đấu này.

### 2019–2021: Á quân Copa América
Vào tháng 5 năm 2019, Neymar có tên trong danh sách 23 người của Brazil tham dự Copa América 2019 trên sân nhà. Tuy nhiên, vào ngày 5 tháng 6, anh dính chấn thương mắt cá trong trận giao hữu thắng Qatar 2–0 và bị loại khỏi giải đấu, trong khi Neymar dự kiến sẽ vắng mặt 4 tuần vì chấn thương.
Vào ngày 10 tháng 10 năm 2019, Neymar chơi trận thứ 100 cho Brazil trong trận giao hữu hòa 1-1 với Senegal tại Singapore. Vào ngày 13 tháng 10 năm 2020, anh ấy đã ghi một hat-trick trong trận đấu thuộc vòng loại Giải vô địch bóng đá thế giới 2022 với Peru, đội mà Brazil đã thắng 4–2. Anh đã có bàn thắng thứ 64 cho đội tuyển quốc gia và vượt qua Ronaldo để trở thành cầu thủ ghi nhiều bàn thắng thứ hai mọi thời đại cho quốc gia.
Vào ngày 13 tháng 6 năm 2021, trong trận đấu mở màn của Brazil tại Copa América 2021 diễn ra trên sân nhà, Neymar đã ghi bàn thắng thứ hai cho đội của mình từ chấm phạt đền và sau đó kiến tạo một bàn khác cho Gabriel Barbosa trong chiến thắng 3–0 trước Venezuela. Trong trận đấu tiếp theo vào ngày 17 tháng 6, anh một lần nữa ghi bàn thắng thứ hai trong chiến thắng chung cuộc 4–0 trước Peru. Vào ngày 23 tháng 6, anh kiến tạo cho Casemiro ghi bàn quyết định từ một quả phạt góc ở phút bù giờ trong chiến thắng 2-1 trước Colombia. Vào ngày 2 tháng 7, anh kiến tạo cho Lucas Paquetá ghi bàn trong chiến thắng 1–0 trước Chile trong trận tứ kết của giải đấu. Ba ngày sau, anh một lần nữa kiến tạo cho Paquetá ghi bàn thắng duy nhất trong trận bán kết gặp Peru. Vào ngày 10 tháng 7, Brazil bị Argentina đánh bại 1–0 trong trận chung kết. Bất chấp trận thua, Neymar được vinh danh là cầu thủ xuất sắc nhất giải đấu cùng với Messi của Argentina vì những màn trình diễn của anh ấy trong suốt giải đấu.
Vào ngày 9 tháng 9 năm 2021, Neymar ghi bàn thắng thứ hai trong chiến thắng 2–0 trước Peru và trở thành cầu thủ ghi bàn hàng đầu mọi thời đại của Brazil trong các trận đấu vòng loại Giải vô địch bóng đá thế giới, với tổng cộng 12 bàn thắng.

### 2022–nay: World Cup và cầu thủ Brasil ghi nhiều bàn thắng nhất mọi thời đại
Vào ngày 7 tháng 11 năm 2022, Neymar có tên trong đội tuyển Brazil tham dự Giải vô địch bóng đá thế giới 2022. Anh chơi 79 phút trong trận đầu tiên của Brazil vào ngày 24 tháng 11, trong chiến thắng 2–0 trước Serbia, nhưng không thể chơi hai trận vòng bảng tiếp theo do tổn thương dây chằng mắt cá. Neymar đã bình phục chấn thương để thi đấu với Hàn Quốc ở vòng 16 đội vào ngày 5 tháng 12, nơi anh kiến tạo cho Vinícius Júnior ghi bàn mở tỷ số và ghi một quả phạt đền trong chiến thắng 4–1 cho Brazil;  anh trở thành cầu thủ thứ ba từng là cầu thủ người Brazil, sau Pelé và Ronaldo, ghi bàn ở ba kỳ World Cup khác nhau. Bốn ngày sau, trong trận tứ kết với Croatia, Neymar ghi bàn thắng quốc tế thứ 77 và cân bằng thành tích ghi bàn chính thức của Pelé cho đội tuyển quốc gia; Tuy nhiên, Brazil đã bị đánh bại 4–2 trong loạt sút luân lưu tiếp theo sau khi hòa 1-1 sau hiệp phụ, trước khi Neymar có thể thực hiện quả phạt đền cuối cùng của Brazil.
Vào ngày 8 tháng 9 năm 2023, Neymar ghi cú đúp trong chiến thắng 5-1 của Brazil trước Bolivia trong trận mở màn vòng loại World Cup 2026. Cũng là bàn thắng thứ 78 và 79 sau 125 lần ra sân cho Brazil, Neymar vượt qua Pelé để trở thành cầu thủ ghi nhiều bàn thắng nhất cho Brazil. Ngày 17 tháng 10, trong trận thua 0-2 gặp Uruguay, Neymar phải rời sân sớm ở cuối hiệp một sau pha va chạm khiến anh gặp chấn thương nặng và rời sân bằng cáng. Neymar xác nhận rằng anh bị đứt hoàn toàn dây chằng chéo trước và sụn chêm ở đầu gối trái. Neymar sẽ phải phẫu thuật và có khả năng nghỉ thi đấu tới hết phần còn lại trong mùa giải 2023–24.

## Hồ sơ cầu thủ

### Phong cách chơi bóng

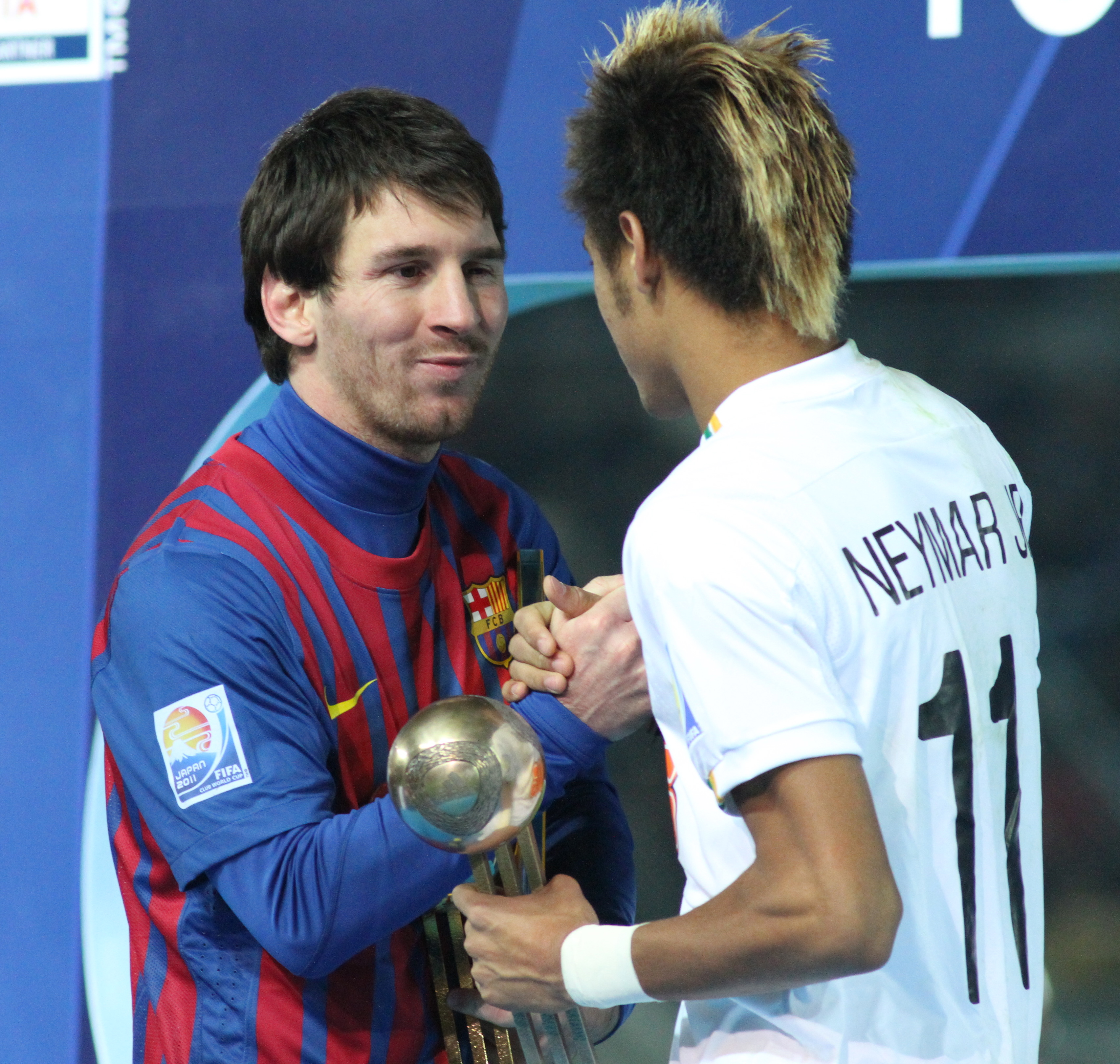
Neymar (phải) chào đồng đội tương lai Lionel Messi sau trận chung kết FIFA Club World Cup 2011. Khi còn là thiếu niên, Neymar đã được Messi truyền cảm hứng.

Neymar chủ yếu chơi ở vị trí tiền đạo trung tâm, tiền đạo phụ, tiền vệ cánh hoặc đôi khi ở vị trí tiền vệ tấn công, và được mô tả là "một hiện tượng thực sự". Làm nổi bật cả khả năng ghi bàn và kiến tạo xuất sắc của mình, anh đứng ở vị trí cầu thủ ghi bàn nhiều thứ sáu mọi thời đại của PSG và kiến tạo nhiều thứ bảy mọi thời đại. Anh ấy thường chơi ở vị trí tiền đạo cánh trái cho cả câu lạc bộ và quốc gia trong đội hình 4–3–3 của đội, di chuyển vào sân nhờ tốc độ tràn đầy năng lượng và kỹ năng chơi bóng của anh ấy; vị trí này cho phép anh sút bằng chân thuận hơn hoặc tạo cơ hội cho đồng đội.
Kỹ năng rê bóng, tiểu xảo và khả năng kiến tạo của Neymar được mô tả là gợi nhớ đến người đồng hương Ronaldinho. Đặc điểm chính của anh ấy là sự sáng tạo, tầm nhìn, chuyền bóng, dứt điểm, rê bóng, đòn nhử, chạm và kỹ thuật, được mô tả là vừa "điện" vừa "bùng nổ". Anh ấy là một nhân vật tiêu biểu của bộ phim cầu vồng. Là một tay săn bàn cừ khôi, mặc dù thuận chân phải bẩm sinh, anh ấy có khả năng ghi bàn bằng cả hai chân cũng như bằng đầu, đồng thời là một cầu thủ sút phạt và sút phạt chính xác. Neymar tuyên bố: "Tôi luôn cố gắng hoàn thiện mọi thứ - rê bóng, sút bóng, đánh đầu và kiểm soát. Bạn luôn có thể cải thiện". Anh được truyền cảm hứng bởi Lionel Messi, Cristiano Ronaldo, Andrés Iniesta, Xavi và Wayne Rooney.

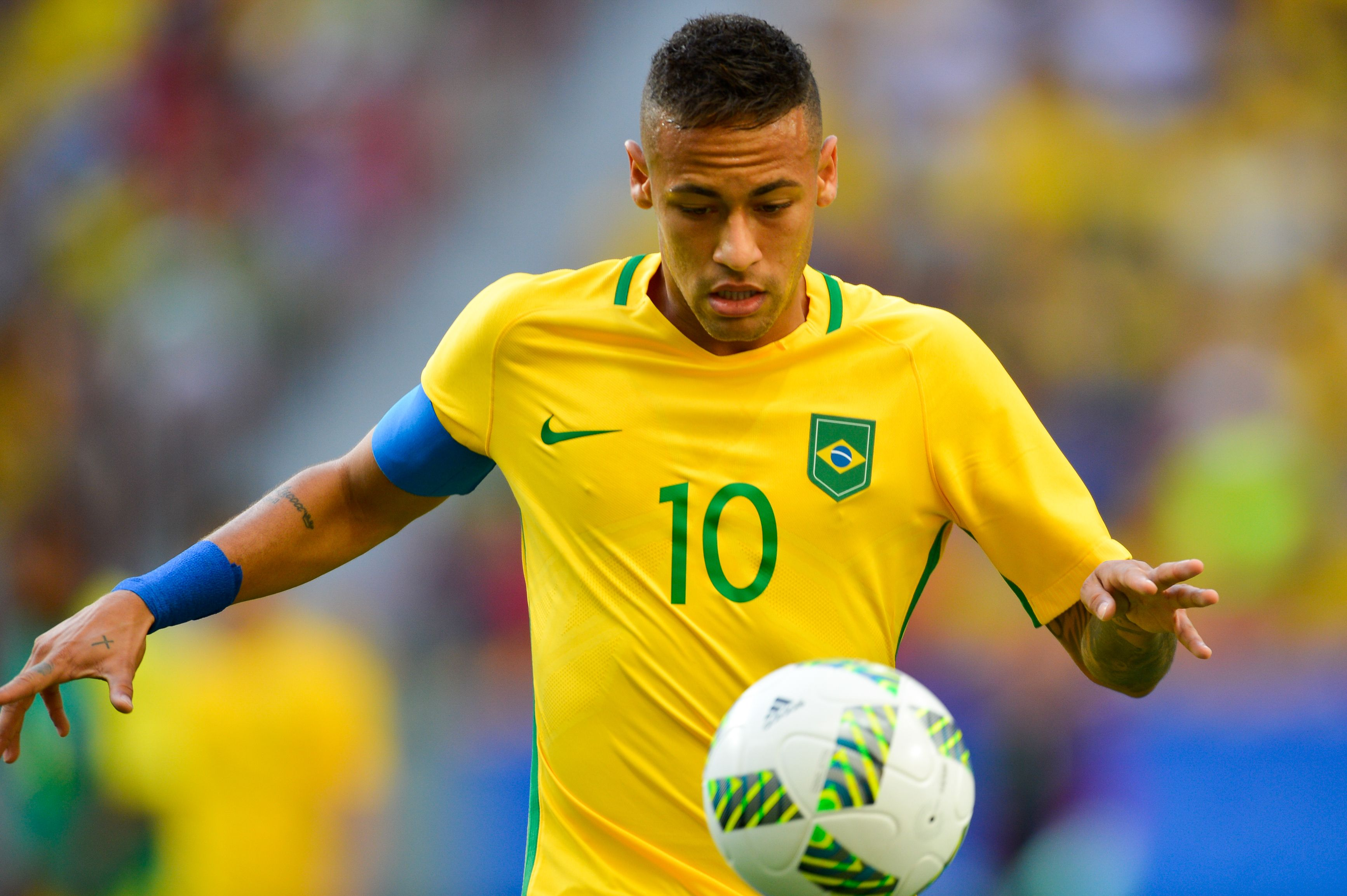
Neymar, đang chơi cho Brazil tại Thế vận hội mùa hè 2016, được so sánh với những người đồng hương Pelé và Ronaldinho.

Được coi là một cầu thủ có nhiều triển vọng khi còn trẻ. Cầu thủ người Brazil Ronaldinho cũng đã cho   rằng Neymar sẽ trở thành cầu thủ xuất sắc nhất thế giới, vào năm 2013: "Tuy nhiên, Neymar còn trẻ, và tôi không thể giải thích được cậu ấy sẽ đặc biệt như thế nào. Trong hai hoặc ba mùa tới, anh ấy sẽ trở thành cầu thủ hay nhất." bây giờ nhưng Neymar là một tài năng lớn, người sẽ cho cả thế giới thấy rằng anh ấy sẽ là số một". Cựu giám đốc thể thao của Real Madrid, Jorge Valdano cũng ca ngợi Neymar, nói rằng: "Tôi rất thích Neymar. Nhiều hành động cá nhân của anh ấy dẫn đến bàn thắng và thường thì đó là hành động dường như chỉ xảy ra với anh ấy trên sân. "Sau khi gia nhập Barcelona, Neymar đã khẳng định mình là một trong những cầu thủ xuất sắc nhất của bóng đá thế giới, thường được coi là cầu thủ xuất sắc thứ ba trong thế hệ của anh sau Messi và Ronaldo. Neymar cũng được nhiều người đánh giá là cầu thủ Brazil xuất sắc nhất trong thế hệ của anh ấy.
—Forbes về một số đặc điểm liên quan đến Neymar sau trận đấu tại Champions League cho PSG gặp Borussia Dortmund, tháng 2 năm 2020.
Tuy nhiên, Neymar cũng được biết đến và chỉ trích vì hành vi ăn vạ quá mức của anh ấy khi bị một cầu thủ khác truy cản mà Pelé đã nói, "Cậu ấy là một cầu thủ có thân hình không thể' không ăn nhiều đòn. [...] Nhiều lần anh ấy sẽ ngã vì không thể làm gì khác, nhưng anh ấy đã làm quá sức." Anh ấy tiếp tục: "Ngay cả khi anh ấy bị phạm lỗi, anh ấy cũng không thể tạo nên cảnh tượng từ nó". Trong World Cup 2018, những trò hề của Neymar đã truyền cảm hứng trên mạng xã hội về Thử thách Neymar dành cho những pha nhào lộn ấn tượng. Là cầu thủ ngôi sao của Brazil (và PSG), anh ấy thường là cầu thủ bị nhắm đến nhiều nhất trên sân; anh là cầu thủ bị phạm lỗi nhiều nhất ở các giải đấu hàng đầu châu Âu năm 2018. Là một nhân vật gây chia rẽ trong môn thể thao này, anh ấy đã bị buộc tội phóng đại chấn thương, với Eric Cantona nói rằng Neymar là một "diễn viên tuyệt vời", so sánh anh ấy với một chiếc vali có bánh xe: "Bạn hầu như không chạm vào nó, và nó sẽ quay tròn trong nhiều giờ."  Đáp lại những lời chỉ trích về tính nóng nảy và kịch tính của anh ấy, Neymar đã đóng vai chính trong một quảng cáo sau World Cup 2018, trong đó anh ấy thừa nhận không thể giải quyết được sự thất vọng của mình, điều này đã góp phần tạo ra sân khấu khi ở trên sân và hứa sẽ thay đổi để tốt hơn. Anh ấy cũng đã phải vật lộn với những chấn thương trong suốt sự nghiệp của mình.

### Mong đợi

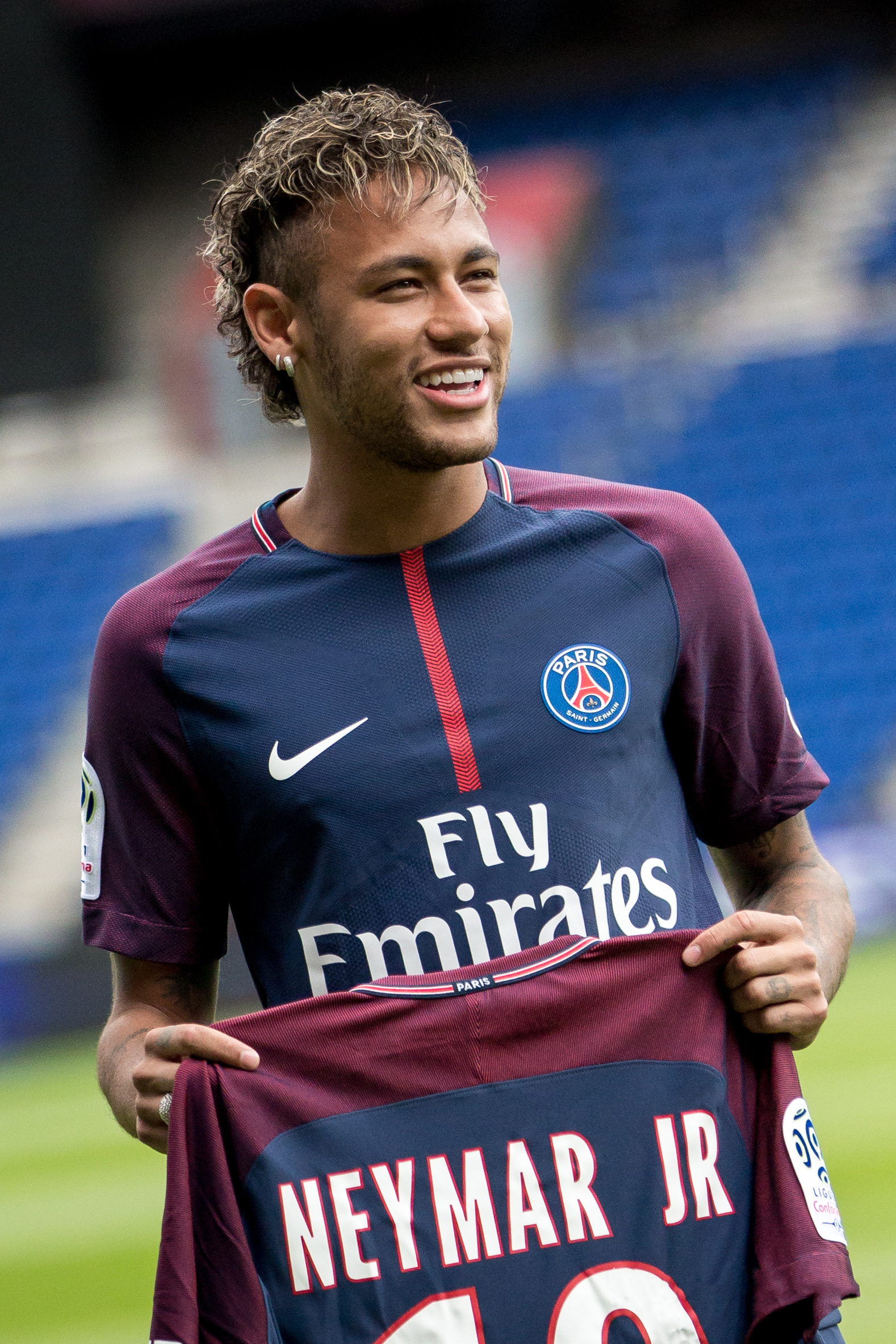
Neymar được PSG ra mắt vào năm 2017. Chấn thương và những tranh cãi đã tàn phá sự nghiệp của anh ở thủ đô nước Pháp.

Mặc dù là cầu thủ ghi bàn hàng đầu mọi thời đại cho Brazil, Neymar bị giới truyền thông chỉ trích vì không đáp ứng được kỳ vọng đặt ra cho anh khi bắt đầu sự nghiệp: giành Quả bóng vàng và dẫn dắt Brazil vô địch World Cup. Theo Sports Illustrated, Neymar có thể kết thúc sự nghiệp của mình với tư cách là cầu thủ xuất sắc nhất chưa từng giành được Quả bóng vàng hoặc World Cup.  Neymar kết thúc ở vị trí thứ ba trong các phiên bản 2015 và 2017 của Quả bóng vàng, cả hai lần sau Messi và Ronaldo.
Tại PSG, Neymar cũng được kỳ vọng sẽ dẫn dắt họ đến chức vô địch Champions League đầu tiên; câu lạc bộ thua Bayern Munich trong trận chung kết năm 2020. Cuộc đấu tranh chấn thương của anh ấy tại PSG đã cản trở thời gian thi đấu và sự bùng nổ của anh. Những chấn thương đã góp phần khiến anh không đạt được nhiều thành tích hơn trong những năm đỉnh cao của mình, khi anh tích lũy bỏ lỡ 119 trận đấu [220] và chỉ chơi 31 trận trên mọi đấu trường trong mùa giải 2020-21.  Vào năm 2023, ấn phẩm Marca của Tây Ban Nha đã viết rằng "ngôi sao của Neymar đang mờ dần do một chuỗi chấn thương dường như vô tận". 
Neymar cũng bị chỉ trích vì thiếu kỷ luật chuyên nghiệp, với mong muốn tiệc tùng và chơi các trò chơi poker đêm khuya. Năm 2018, Pelé chỉ trích Neymar: "Thật khó để bảo vệ Neymar vì tất cả những điều anh ấy làm ngoài việc chơi bóng. Tôi đã ở với anh ấy ở châu Âu hai lần. Chúng tôi đã nói chuyện và tôi giải thích: 'Chúa bóng đá đã cho bạn món quà. Những gì bạn làm làm phức tạp nó'."  Vào tháng 2 năm 2023, một ngày sau khi PSG thua Bayern Munich ở lượt đi vòng 16 đội Champions League, hình ảnh của Neymar trong một nhà hàng thức ăn nhanh xuất hiện trên mạng xã hội. Neymar tự bảo vệ mình: "Đó là cuộc sống của tôi, tôi làm những gì tôi muốn".
Vào năm 2023, sau khi anh rời châu Âu đến Ả Rập Xê Út khi mới 31 tuổi, nhiều phương tiện truyền thông đã gọi Neymar là 'Hoàng tử chưa bao giờ trở thành Vua'. Westwood của Goal trích dẫn việc Neymar chuyển đến PSG là lý do khiến anh không được coi là "huyền thoại thực sự của trò chơi".  Nhà báo Daniel Riolo của RMC Sport cho biết: "Chúng ta có nhận ra rằng Neymar, về mặt chuyển nhượng và tiền lương, là thất bại lớn nhất trong lịch sử bóng đá không? Tôi không thể nghĩ về một thất bại lớn hơn cho những gì anh ấy phải trả, điều đó thật kinh khủng".  Ngược lại, Cox của The Athletic lập luận rằng Neymar xứng đáng được coi là một trong những cầu thủ vĩ đại nhất mọi thời đại của bóng đá khi trở thành cầu thủ ghi bàn hàng đầu mọi thời đại của Brazil.  Huấn luyện viên người Brazil Fernando Diniz cũng tuyên bố rằng Neymar là một trong những cầu thủ vĩ đại nhất trong lịch sử.  Lawrence Ostlere của The Independent cho rằng Messi là cầu thủ duy nhất vượt trội trong "mọi khía cạnh của trò chơi" so với Neymar. 

### So sánh
Các phương tiện truyền thông thường so sánh giữa Neymar và huyền thoại người Brazil Pelé vì Neymar sở hữu những thuộc tính tương tự như Pelé, và cả hai đều đến từ Học viện trẻ Santos. Vào tháng 2 năm 2013, anh xuất hiện trên trang bìa của tạp chí Time với tiêu đề 'The Next Pelé'.  Neymar đã nói rằng Pelé là "hình mẫu" của anh ấy nhưng cũng nói: "Tôi không thích so sánh với Pelé". 

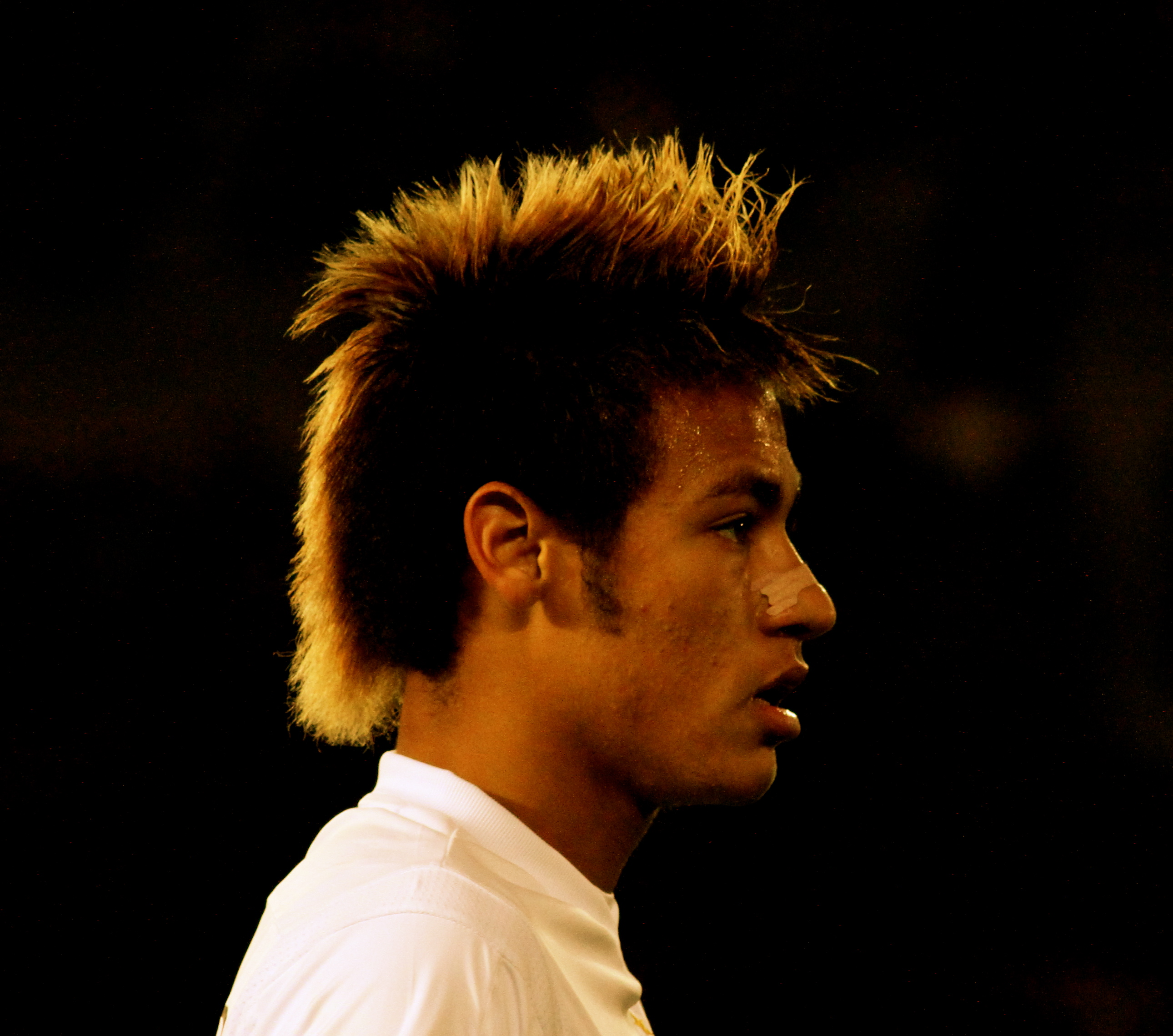
Neymar với kiểu tóc mohawk ở Santos.

Trong những năm tháng đỉnh cao của mình, Neymar thường xuyên được so sánh với đồng đội ở Barcelona là Lionel Messi, qua đó Neymar đã bình luận rằng: "Messi ở trên tất cả mọi người, không có ích gì khi so sánh tôi với anh ấy. Anh ấy là cầu thủ xuất sắc nhất thế giới và tôi luôn được truyền cảm hứng khi xem bóng đá hay". Ronaldo nói: "Neymar là một tài năng tuyệt vời, tốt nhất chúng tôi có ở Brazil. Cậu ấy rất giống Messi". Zico nói: "Tôi thấy Neymar giống như một [Cristiano] Ronaldo hoặc một Messi, kiểu người xuất hiện và làm cho mọi thứ xảy ra."  Sau cú hat-trick trong chiến thắng 3-1 trước Internacional ở Copa Libertadores và năm bàn thắng của Messi ghi được tại Champions League, Neymar nói: "Tôi là một người hâm mộ Messi. Tôi đã được cho biết những gì anh ấy đã làm ngày hôm nay. Tôi ủng hộ cậu ấy ghi rất nhiều bàn thắng đẹp để tôi có thể tiếp tục sao chép và bắt chước cậu ấy". 

## Cuộc sống cá nhân

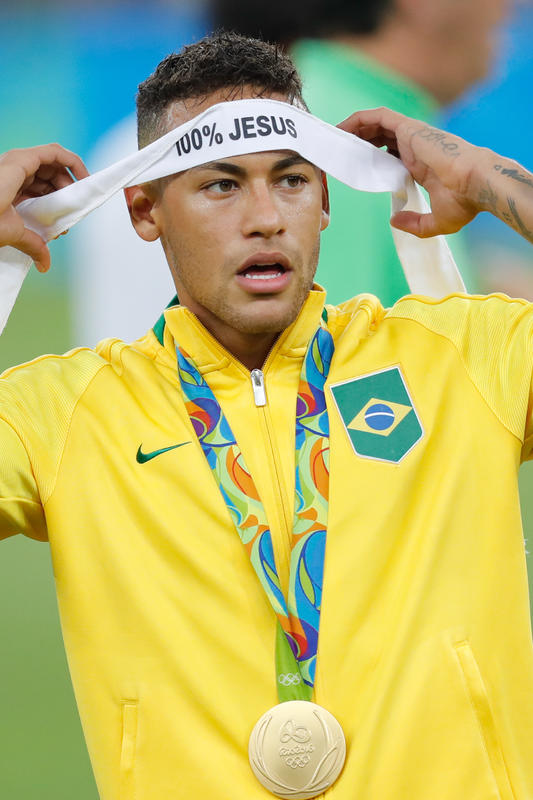
Neymar bày tỏ đức tin Kitô giáo của mình sau khi giành huy chương vàng cùng Brazil tại Thế vận hội Mùa hè 2016.

Neymar có mối quan hệ anh chị em rất thân thiết với em gái Rafaella Beckran. Anh tôn vinh Beckran bằng cách xăm khuôn mặt của cô lên cánh tay trong khi cô xăm đôi mắt của anh trai lên cánh tay mình.  Neymar là cha của ba đứa trẻ, mỗi đứa có những người phụ nữ khác nhau: một con trai sinh năm 2011 và hai con gái, lần lượt sinh năm 2023 và 2024.
Neymar là một Kitô hữuvà theo nhánh Ngũ Tuần của tôn giáo.  Neymar đã nói về đức tin của mình: "Cuộc sống chỉ có ý nghĩa khi lý tưởng cao nhất của chúng ta là phục vụ Chúa Kitô!"  Ngoài ra, ông còn đeo băng đô với dòng chữ "100% Jesus".  Neymar cũng đóng góp một phần thu nhập của mình cho nhà thờ của mình và đã đặt Kaká là hình mẫu tôn giáo của mình.  Mỗi năm, Neymar tổ chức một trận đấu từ thiện với cầu thủ bóng đá người Brazil Nenê tại quê hương Jundiaí của Nenê, với mục đích quyên góp thực phẩm cho các gia đình nghèo.  Ngoài tiếng Bồ Đào Nha bản địa, Neymar còn nói được tiếng Tây Ban Nha. 
Vào tháng 7 năm 2019, cảnh sát thông báo rằng một cuộc điều tra hiếp dâm chống lại Neymar sẽ bị hủy bỏ do không đủ bằng chứng. Vào ngày 2 tháng 9 năm 2020, có thông tin rằng Neymar, cùng với các đồng đội ở PSG là Ángel Di María và Leandro Paredes, đã có kết quả xét nghiệm dương tính với COVID-19. Tờ báo thể thao Pháp L'Équipe cho biết ba cầu thủ này được cho là đã đi nghỉ ở Ibiza. Kết quả là, họ đã bị cách ly trong một tuần, và các cầu thủ và nhân viên làm việc còn lại được lên kế hoạch làm xét nghiệm coronavirus trong cùng một tuần. 

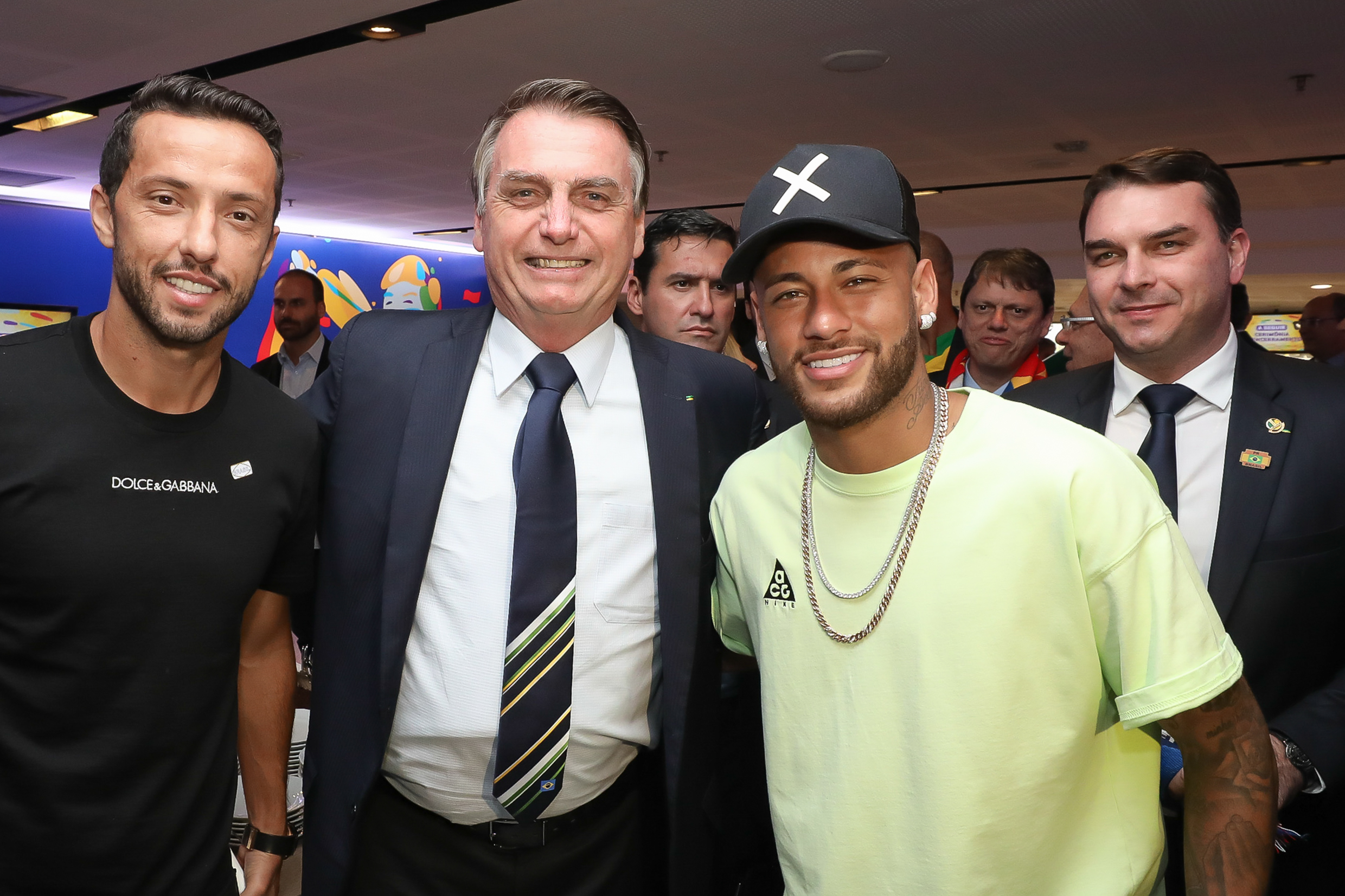
Neymar và Tổng thống Brazil Jair Bolsonaro. Ông ủng hộ ông Bolsonaro trong cuộc tổng tuyển cử Brazil năm 2022.

Trong trận đấu giữa Paris Saint-Germain và Marseille, Neymar đã báo cáo bị Álvaro González lạm dụng chủng tộc, sau khi bị đuổi khỏi sân vì đánh González vào phía sau đầu. Hậu vệ người Tây Ban Nha phủ nhận việc đưa ra bất kỳ bình luận phân biệt chủng tộc nào đối với Neymar. Vào ngày 16 tháng 9, Neymar bị cấm thi đấu hai trận vì hành động của mình; Ligue 1 cũng bắt đầu một cuộc điều tra về những bình luận bị cáo buộc phân biệt chủng tộc của Álvaro.  Vài ngày trước quyết định của giải đấu Pháp, đài phát thanh Tây Ban Nha Cadena SER tuyên bố có cảnh Neymar lạm dụng chủng tộc cầu thủ OM Hiroki Sakai.  Vào ngày 30 tháng 9, Ligue 1 quyết định rằng cả Álvaro và Neymar sẽ không bị đình chỉ vì không có đủ bằng chứng về hành vi sai trái của họ.  Ngoài ra, Sakai phủ nhận mọi bình luận phân biệt chủng tộc từ Neymar trên mạng xã hội.
Neymar ủng hộ Tổng thống Brazil Jair Bolsonaro trong cuộc tổng tuyển cử Brazil năm 2022. 

## Bên ngoài sân cỏ
Neymar đã ký nhiều hợp đồng tài trợ kể từ khi danh tiếng của anh bắt đầu nổi lên từ năm 17 tuổi. Tháng 3 năm 2011, anh ký hợp đồng 11 năm với công ty đồ thể thao Mỹ Nike, hợp đồng này kết thúc vào tháng 8 năm 2020 sau khi một nhân viên của Nike phát hiện anh có hành vi quấy rối tình dục. khiếu nại hành hung chống lại anh ta. Kể từ đó, Neymar đã ký hợp đồng với công ty đồ thể thao Puma của Đức. Vẫn vào tháng 3 năm 2011, Panasonic đã trả 2,4 triệu đô la Mỹ để đảm bảo các dịch vụ của Neymar trong hai năm. Trước khi ký hợp đồng với Barcelona, France Football xếp Neymar ở vị trí thứ 13 trong danh sách những cầu thủ giàu nhất thế giới năm 2012, với tổng thu nhập 18,8 triệu USD trong 12 tháng trước đó. Anh ấy cũng đã ký hợp đồng tài trợ khác từ Volkswagen, Tenys Pé Baruel, Lupo, Ambev, Claro, Unilever và Santander. Đến năm 2018, France Football đã xếp Neymar là cầu thủ bóng đá được trả lương cao thứ ba trên thế giới, kiếm được 81,5 triệu euro (95 triệu đô la) cho một năm dương lịch trong tổng thu nhập từ tiền lương, tiền thưởng và các hợp đồng chứng thực. Năm 2019, Forbes xếp Neymar là vận động viên được trả lương cao thứ ba thế giới (sau Lionel Messi và Cristiano Ronaldo) với thu nhập 105 triệu USD cho năm dương lịch.
Vào ngày 8 tháng 5 năm 2013, Neymar được tạp chí SportsPro đánh giá là vận động viên có giá trị thị trường nhất trên thế giới, xếp trên Lionel Messi (thứ 2) và Cristiano Ronaldo (thứ 8). Cùng tháng đó, Neymar ra mắt giày bóng đá Nike Hypervenom. Vào tháng 11 năm 2012, công ty quảng cáo Loducca, đã tạo logo thương hiệu cá nhân của riêng Neymar,có chữ N, J và R (Neymar Junior) với chữ N được tạo kiểu để phù hợp với số áo 11 của Neymar. Neymar đóng vai chính trong một quảng cáo năm 2014 cho Beats cùng với các ngôi sao bóng đá toàn cầu khác bao gồm Thierry Henry và Luis Suárez, với chủ đề 'Trận đấu trước trận đấu' và nghi thức nghe nhạc trước trận đấu của các cầu thủ.
Neymar đã xuất hiện trên trang bìa của trò chơi điện tử Pro Evolution Soccer 2012 và Pro Evolution Soccer 2013 trên phiên bản Bắc Mỹ, sau khi Konami Digital Entertainment thông báo rằng anh ấy đã tham gia Pro Evolution Soccer. Neymar tham gia cùng Cristiano Ronaldo với tư cách là vận động viên trang bìa nổi bật. Neymar cũng xuất hiện trong sê-ri trò chơi điện tử FIFA của EA Sports, với đoạn giới thiệu cho FIFA 18 cho thấy anh ấy mặc áo thi đấu sân nhà của PSG. Anh xuất hiện cùng với Cristiano Ronaldo trên các gói Champions và Ultimate Edition của FIFA 19, trong đó màn ăn mừng bàn thắng "Hang Loose" của Neymar cũng xuất hiện trong trò chơi.
Neymar xuất hiện trên trang bìa tạp chí Time vào tháng 2 năm 2013, là vận động viên Brazil đầu tiên làm được điều này. Số báo này bao gồm một bài báo của Bobby Ghosh có tựa đề "Pele tiếp theo" và phụ đề "Sự nghiệp của ngôi sao bóng đá Brazil Neymar giải thích nền kinh tế đất nước của anh ấy như thế nào".
Tranh cãi nổ ra vì trang bìa của tạp chí bóng đá Brazil Placar mô tả Neymar trên một cây thánh giá. Tiêu đề có nội dung "A Crucificação de Neymar" (Sự đóng đinh của Neymar) và phụ đề: "át chủ bài người Brazil trở thành vật tế thần trong một môn thể thao mà mọi người chơi bẩn".
Vào tháng 4 năm 2013, họa sĩ truyện tranh người Brazil Mauricio de Sousa đã phát hành một cuốn truyện tranh Monica's Gang với phiên bản trẻ hơn của Neymar (gọi là Neymar Jr.) là nhân vật chính.
Vào tháng 5 năm 2013, tạp chí SportsPro vinh danh Neymar là vận động viên có giá trị thị trường nhất hành tinh trong năm thứ hai liên tiếp. Anh ấy đứng đầu danh sách trước Lionel Messi, Rory McIlroy, Usain Bolt và Cristiano Ronaldo, cùng những vận động viên thể thao khác. Danh sách đo lường giá trị tiền tệ, độ tuổi, sức mạnh trên thị trường nội địa, sức thu hút và tiềm năng thị trường của họ trong ba năm tới.Vào tháng 3 năm 2015, Neymar có thứ hạng trên mạng xã hội cao thứ tư trên thế giới trong giới thể thao, sau Cristiano Ronaldo, Lionel Messi và David Beckham, với 52 triệu người hâm mộ trên Facebook. Anh có hơn 150 triệu người theo dõi trên Instagram, cao thứ ba đối với một vận động viên thể thao (sau Cristiano Ronaldo và Messi), và nằm trong top 10 người được theo dõi nhiều nhất. Trong danh sách vận động viên tích cực của ESPN năm 2016, Neymar được xếp hạng là vận động viên nổi tiếng thứ tư trên thế giới. Vào tháng 4 năm 2017, Neymar được đưa vào Time 100, danh sách những người có ảnh hưởng nhất trên thế giới của tạp chí Time. Năm 2019, ESPN lại xếp anh là vận động viên nổi tiếng thứ tư thế giới.

## Thống kê sự nghiệp

### Câu lạc bộ
Tính đến 4 tháng 11 năm 2024.
| Câu lạc bộ          | Mùa giải            | Giải đấu            | Giải đấu | Giải đấu | Giải đấu cấp bang | Giải đấu cấp bang | Cúp quốc gia | Cúp quốc gia | Cúp liên đoàn | Cúp liên đoàn | Châu lục | Châu lục | Khác | Khác | Tổng cộng | Tổng cộng |
| Câu lạc bộ          | Mùa giải            | Hạng đấu            | Trận     | Bàn      | Trận              | Bàn               | Trận         | Bạn          | Trận          | Bàn           | Trận     | Bạn      | Trận | Bàn  | Trận      | Bàn       |
| ------------------- | ------------------- | ------------------- | -------- | -------- | ----------------- | ----------------- | ------------ | ------------ | ------------- | ------------- | -------- | -------- | ---- | ---- | --------- | --------- |
| Santos              | 2009                | Série A             | 33       | 10       | 12                | 3                 | 3            | 1            | —             | —             | —        | —        | —    | —    | 48        | 14        |
| Santos              | 2010                | Série A             | 31       | 17       | 19                | 14                | 8            | 11           | —             | —             | 2        | 0        | —    | —    | 60        | 42        |
| Santos              | 2011                | Série A             | 21       | 13       | 11                | 4                 | —            | —            | —             | —             | 13       | 6        | 2    | 1    | 47        | 24        |
| Santos              | 2012                | Série A             | 17       | 14       | 16                | 20                | —            | —            | —             | —             | 12       | 8        | 2    | 1    | 47        | 43        |
| Santos              | 2013                | Série A             | 1        | 0        | 18                | 12                | 4            | 1            | —             | —             | —        | —        | —    | —    | 23        | 13        |
| Santos              | Tổng cộng           | Tổng cộng           | 102      | 54       | 75                | 53                | 15           | 13           | —             | —             | 27       | 14       | 4    | 2    | 225       | 136       |
| Barcelona           | 2013–14             | La Liga             | 26       | 9        | —                 | —                 | 3            | 1            | —             | —             | 10       | 4        | 2    | 1    | 41        | 15        |
| Barcelona           | 2014–15             | La Liga             | 33       | 22       | —                 | —                 | 6            | 7            | —             | —             | 12       | 10       | —    | —    | 51        | 39        |
| Barcelona           | 2015–16             | La Liga             | 34       | 24       | —                 | —                 | 5            | 4            | —             | —             | 9        | 3        | 1    | 0    | 49        | 31        |
| Barcelona           | 2016–17             | La Liga             | 30       | 13       | —                 | —                 | 6            | 3            | —             | —             | 9        | 4        | 0    | 0    | 45        | 20        |
| Barcelona           | Tổng cộng           | Tổng cộng           | 123      | 68       | —                 | —                 | 20           | 15           | —             | —             | 40       | 21       | 3    | 1    | 186       | 105       |
| Paris Saint-Germain | 2017–18             | Ligue 1             | 20       | 19       | —                 | —                 | 1            | 2            | 2             | 1             | 7        | 6        | —    | —    | 30        | 28        |
| Paris Saint-Germain | 2018–19             | Ligue 1             | 17       | 15       | —                 | —                 | 3            | 2            | 1             | 1             | 6        | 5        | 1    | 0    | 28        | 23        |
| Paris Saint-Germain | 2019–20             | Ligue 1             | 15       | 13       | —                 | —                 | 2            | 2            | 3             | 1             | 7        | 3        | —    | —    | 27        | 19        |
| Paris Saint-Germain | 2020–21             | Ligue 1             | 18       | 9        | —                 | —                 | 3            | 1            | —             | —             | 9        | 6        | 1    | 1    | 31        | 17        |
| Paris Saint-Germain | 2021–22             | Ligue 1             | 22       | 13       | —                 | —                 | 0            | 0            | —             | —             | 6        | 0        | 0    | 0    | 28        | 13        |
| Paris Saint-Germain | 2022–23             | Ligue 1             | 20       | 13       | —                 | —                 | 2            | 1            | —             | —             | 6        | 2        | 1    | 2    | 29        | 18        |
| Paris Saint-Germain | Tổng cộng           | Tổng cộng           | 112      | 82       | —                 | —                 | 11           | 8            | 6             | 3             | 41       | 22       | 3    | 3    | 173       | 118       |
| Al Hilal            | 2023–24             | Saudi Pro League    | 3        | 0        | —                 | —                 | 0            | 0            | —             | —             | 2        | 1        | 0    | 0    | 5         | 1         |
| Al Hilal            | 2024–25             | Saudi Pro League    | 0        | 0        | —                 | —                 | 0            | 0            | —             | —             | 2        | 0        | 0    | 0    | 2         | 0         |
| Al Hilal            | Tổng cộng           | Tổng cộng           | 3        | 0        | —                 | —                 | 0            | 0            | —             | —             | 4        | 1        | 0    | 0    | 7         | 1         |
| Santos              | 2025                | Série A             | 0        | 0        | 0                 | 0                 | 0            | 0            | —             | —             | —        | —        | —    | —    | 0         | 0         |
| Tổng cộng sự nghiệp | Tổng cộng sự nghiệp | Tổng cộng sự nghiệp | 340      | 204      | 76                | 54                | 46           | 36           | 6             | 3             | 111      | 58       | 10   | 6    | 591       | 360       |

1. ↑  Bao gồm Campeonato Paulista
2. ↑  Bao gồm Copa do Brasil, Copa del Rey, Coupe de France
3. ↑  Bao gồm Coupe de la Ligue
4. ↑  Số lần ra sân tại Copa Sudamericana
5. 1 2  Số lần ra sân tại Copa Libertadores
6. 1 2  Số lần ra sân tại FIFA Club World Cup
7. ↑  Số lần ra sân tại Recopa Sudamericana
8. 1 2 3 4 5 6 7 8 9 10  Số lần ra sân tại UEFA Champions League
9. ↑  Số lần ra sân tại Supercopa de España
10. 1 2 3  Ra sân tại Trophée des Champions
11. 1 2  Số lần ra sân tại AFC Champions League

### Đội tuyển quốc gia
Tính đến 17 tháng 10 năm 2023.
| Đội tuyển quốc gia | Năm       | Trận | Bàn |
| ------------------ | --------- | ---- | --- |
| Brasil             | 2010      | 2    | 1   |
| Brasil             | 2011      | 13   | 7   |
| Brasil             | 2012      | 12   | 9   |
| Brasil             | 2013      | 19   | 10  |
| Brasil             | 2014      | 14   | 15  |
| Brasil             | 2015      | 9    | 4   |
| Brasil             | 2016      | 6    | 4   |
| Brasil             | 2017      | 8    | 3   |
| Brasil             | 2018      | 13   | 7   |
| Brasil             | 2019      | 5    | 1   |
| Brasil             | 2020      | 2    | 3   |
| Brasil             | 2021      | 13   | 6   |
| Brasil             | 2022      | 8    | 7   |
| Brasil             | 2023      | 4    | 2   |
| Tổng cộng          | Tổng cộng | 128  | 79  |

### Bàn thắng quốc tế
| #  | Ngày                 | Địa điểm                                                    | Đối thủ     | Bàn thắng | Kết quả        | Giải đấu                          |
| -- | -------------------- | ----------------------------------------------------------- | ----------- | --------- | -------------- | --------------------------------- |
| 1  | 10 tháng 8 năm 2010  | Sân vận động MetLife, East Rutherford, Hoa Kỳ               | Hoa Kỳ      | 1–0       | 2–0            | Giao hữu                          |
| 2  | 27 tháng 3 năm 2011  | Sân vận động Emirates, Luân Đôn, Anh                        | Scotland    | 1–0       | 2–0            | Giao hữu                          |
| 3  | 27 tháng 3 năm 2011  | Sân vận động Emirates, Luân Đôn, Anh                        | Scotland    | 2–0       | 2–0            | Giao hữu                          |
| 4  | 13 tháng 7 năm 2011  | Sân vận động Mario Alberto Kempes, Córdoba, Argentina       | Ecuador     | 2–1       | 4–2            | Copa América 2011                 |
| 5  | 13 tháng 7 năm 2011  | Sân vận động Mario Alberto Kempes, Córdoba, Argentina       | Ecuador     | 4–2       | 4–2            | Copa América 2011                 |
| 6  | 10 tháng 8 năm 2011  | Mercedes-Benz Arena, Stuttgart, Đức                         | Đức         | 2–3       | 2–3            | Giao hữu                          |
| 7  | 28 tháng 9 năm 2011  | Sân vận động Olímpico do Pará, Belém, Brasil                | Argentina   | 2–0       | 2–0            | Superclásico de las Américas 2011 |
| 8  | 8 tháng 10 năm 2011  | Sân vận động Quốc gia, San José, Costa Rica                 | Costa Rica  | 1–0       | 1–0            | Giao hữu                          |
| 9  | 30 tháng 5 năm 2012  | FedExField, Landover, Hoa Kỳ                                | Hoa Kỳ      | 1–0       | 4–1            | Giao hữu                          |
| 10 | 10 tháng 9 năm 2012  | Sân vận động Arruda, Recife, Brasil                         | Trung Quốc  | 2–0       | 8–0            | Giao hữu                          |
| 11 | 10 tháng 9 năm 2012  | Sân vận động Arruda, Recife, Brasil                         | Trung Quốc  | 5–0       | 8–0            | Giao hữu                          |
| 12 | 10 tháng 9 năm 2012  | Sân vận động Arruda, Recife, Brasil                         | Trung Quốc  | 6–0       | 8–0            | Giao hữu                          |
| 13 | 19 tháng 9 năm 2012  | Sân vận động Serra Dourada, Goiânia, Brasil                 | Argentina   | 2–1       | 2–1            | Superclásico de las Américas 2012 |
| 14 | 11 tháng 10 năm 2012 | Sân vận động Swedbank, Malmö, Thụy Điển                     | Iraq        | 5–0       | 6–0            | Giao hữu                          |
| 15 | 16 tháng 10 năm 2012 | Sân vận động Miejski, Wrocław, Ba Lan                       | Nhật Bản    | 2–0       | 4–0            | Giao hữu                          |
| 16 | 16 tháng 10 năm 2012 | Sân vận động Miejski, Wrocław, Ba Lan                       | Nhật Bản    | 3–0       | 4–0            | Giao hữu                          |
| 17 | 15 tháng 11 năm 2012 | Sân vận động MetLife, East Rutherford, Hoa Kỳ               | Colombia    | 1–1       | 1–1            | Giao hữu                          |
| 18 | 6 tháng 4 năm 2013   | Sân vận động Ramón Tahuichi Aguilera, Santa Cruz, Bolivia   | Bolivia     | 2–0       | 4–0            | Giao hữu                          |
| 19 | 6 tháng 4 năm 2013   | Sân vận động Ramón Tahuichi Aguilera, Santa Cruz, Bolivia   | Bolivia     | 3–0       | 4–0            | Giao hữu                          |
| 20 | 24 tháng 4 năm 2013  | Sân vận động Mineirão, Belo Horizonte, Brasil               | Chile       | 2–1       | 2–2            | Giao hữu                          |
| 21 | 15 tháng 6 năm 2013  | Sân vận động Mané Garrincha, Brasília, Brasil               | Nhật Bản    | 1–0       | 3–0            | FIFA Confederations Cup 2013      |
| 22 | 19 tháng 6 năm 2013  | Sân vận động Castelão, Fortaleza, Brasil                    | México      | 1–0       | 2–0            | FIFA Confederations Cup 2013      |
| 23 | 22 tháng 6 năm 2013  | Itaipava Arena Fonte Nova, Salvador, Brasil                 | Ý           | 2–1       | 4–2            | FIFA Confederations Cup 2013      |
| 24 | 30 tháng 6 năm 2013  | Sân vận động Maracanã, Rio de Janeiro, Brasil               | Tây Ban Nha | 2–0       | 3–0            | FIFA Confederations Cup 2013      |
| 25 | 7 tháng 9 năm 2013   | Sân vận động Quốc gia, Brasília, Brasil                     | Úc          | 3–0       | 6–0            | Giao hữu                          |
| 26 | 10 tháng 9 năm 2013  | Sân vận động Gillette, Foxborough, Hoa Kỳ                   | Bồ Đào Nha  | 2–1       | 3–1            | Giao hữu                          |
| 27 | 12 tháng 10 năm 2013 | Sân vận động World Cup Seoul, Seoul, Hàn Quốc               | Hàn Quốc    | 1–0       | 2–0            | Giao hữu                          |
| 28 | 5 tháng 3 năm 2014   | Sân vận động FNB, Johannesburg, Nam Phi                     | Nam Phi     | 2–0       | 5–0            | Giao hữu                          |
| 29 | 5 tháng 3 năm 2014   | Sân vận động FNB, Johannesburg, Nam Phi                     | Nam Phi     | 3–0       | 5–0            | Giao hữu                          |
| 30 | 5 tháng 3 năm 2014   | Sân vận động FNB, Johannesburg, Nam Phi                     | Nam Phi     | 5–0       | 5–0            | Giao hữu                          |
| 31 | 3 tháng 6 năm 2014   | Sân vận động Serra Dourada, Goiânia, Brasil                 | Panamá      | 1–0       | 4–0            | Giao hữu                          |
| 32 | 12 tháng 6 năm 2014  | Arena Corinthians, São Paulo, Brasil                        | Croatia     | 1–1       | 3–1            | FIFA World Cup 2014               |
| 33 | 12 tháng 6 năm 2014  | Arena Corinthians, São Paulo, Brasil                        | Croatia     | 2–1       | 3–1            | FIFA World Cup 2014               |
| 34 | 23 tháng 6 năm 2014  | Sân vận động Mané Garrincha, Brasília, Brasil               | Cameroon    | 1–1       | 4–1            | FIFA World Cup 2014               |
| 35 | 23 tháng 6 năm 2014  | Sân vận động Mané Garrincha, Brasília, Brasil               | Cameroon    | 2–1       | 4–1            | FIFA World Cup 2014               |
| 36 | 5 tháng 9 năm 2014   | Sân vận động Sun Life, Miami Gardens, Hoa Kỳ                | Colombia    | 1–0       | 1–0            | Giao hữu                          |
| 37 | 14 tháng 10 năm 2014 | Sân vận động Quốc gia, Kallang, Singapore                   | Nhật Bản    | 1–0       | 4–0            | Giao hữu                          |
| 38 | 14 tháng 10 năm 2014 | Sân vận động Quốc gia, Kallang, Singapore                   | Nhật Bản    | 2–0       | 4–0            | Giao hữu                          |
| 39 | 14 tháng 10 năm 2014 | Sân vận động Quốc gia, Kallang, Singapore                   | Nhật Bản    | 3–0       | 4–0            | Giao hữu                          |
| 40 | 14 tháng 10 năm 2014 | Sân vận động Quốc gia, Kallang, Singapore                   | Nhật Bản    | 4–0       | 4–0            | Giao hữu                          |
| 41 | 12 tháng 11 năm 2014 | Sân vận động Şükrü Saracoğlu, Istanbul, Thổ Nhĩ Kỳ          | Thổ Nhĩ Kỳ  | 1–0       | 4–0            | Giao hữu                          |
| 42 | 12 tháng 11 năm 2014 | Sân vận động Şükrü Saracoğlu, Istanbul, Thổ Nhĩ Kỳ          | Thổ Nhĩ Kỳ  | 4–0       | 4–0            | Giao hữu                          |
| 43 | 26 tháng 3 năm 2015  | Stade de France, Saint-Denis, Pháp                          | Pháp        | 2–1       | 3–1            | Giao hữu                          |
| 44 | 14 tháng 6 năm 2015  | Sân vận động Municipal Germán Becker, Temuco, Chile         | Perú        | 1–1       | 2–1            | Copa América 2015                 |
| 45 | 8 tháng 9 năm 2015   | Sân vận động Gillette, Foxborough, Hoa Kỳ                   | Hoa Kỳ      | 2–0       | 4–1            | Giao hữu                          |
| 46 | 8 tháng 9 năm 2015   | Sân vận động Gillette, Foxborough, Hoa Kỳ                   | Hoa Kỳ      | 4–0       | 4–1            | Giao hữu                          |
| 47 | 1 tháng 9 năm 2016   | Sân vận động Olympic Atahualpa, Quito, Ecuador              | Ecuador     | 1–0       | 3–0            | Vòng loại FIFA World Cup 2018     |
| 48 | 6 tháng 9 năm 2016   | Arena da Amazônia, Manaus, Brasil                           | Colombia    | 2–1       | 2–1            | Vòng loại FIFA World Cup 2018     |
| 49 | 6 tháng 10 năm 2016  | Arena das Dunas, Natal, Brasil                              | Bolivia     | 1–0       | 5–0            | Vòng loại FIFA World Cup 2018     |
| 50 | 10 tháng 11 năm 2016 | Sân vận động Mineirão, Belo Horizonte, Brasil               | Argentina   | 2–0       | 3–0            | Vòng loại FIFA World Cup 2018     |
| 51 | 23 tháng 3 năm 2017  | Sân vận động Centenario, Montevideo, Uruguay                | Uruguay     | 3–1       | 4–1            | Vòng loại FIFA World Cup 2018     |
| 52 | 28 tháng 3 năm 2017  | Arena Corinthians, São Paulo, Brasil                        | Paraguay    | 2–0       | 3–0            | Vòng loại FIFA World Cup 2018     |
| 53 | 10 tháng 11 năm 2017 | Sân vận động Pierre-Mauroy, Villeneuve d'Ascq, Pháp         | Nhật Bản    | 1–0       | 3–1            | Giao hữu                          |
| 54 | 3 tháng 6 năm 2018   | Anfield, Liverpool, Anh                                     | Croatia     | 1–0       | 2–0            | Giao hữu                          |
| 55 | 9 tháng 6 năm 2018   | Sân vận động Ernst Happel, Viên, Áo                         | Áo          | 2–0       | 3–0            | Giao hữu                          |
| 56 | 22 tháng 6 năm 2018  | Sân vận động Krestovsky, Sankt-Peterburg, Nga               | Costa Rica  | 2–0       | 2–0            | FIFA World Cup 2018               |
| 57 | 2 tháng 7 năm 2018   | Cosmos Arena, Samara, Nga                                   | México      | 1–0       | 2–0            | FIFA World Cup 2018               |
| 58 | 7 tháng 9 năm 2018   | Sân vận động MetLife, East Rutherford, New Jersey, Hoa Kỳ   | Hoa Kỳ      | 2–0       | 2–0            | Brasil Global Tour 2018           |
| 59 | 11 tháng 9 năm 2018  | FedExField, Landover, Maryland, Hoa Kỳ                      | El Salvador | 1–0       | 5–0            | Brasil Global Tour 2018           |
| 60 | 16 tháng 11 năm 2018 | Sân vận động Emirates, London, Anh                          | Uruguay     | 1–0       | 1–0            | Brasil Global Tour 2018           |
| 61 | 6 tháng 9 năm 2019   | Sân vận động Hard Rock, Miami, Hoa Kỳ                       | Colombia    | 2–2       | 2–2            | Brasil Global Tour 2018           |
| 62 | 13 tháng 10 năm 2020 | Sân vận động Quốc gia, Lima, Peru                           | Perú        | 1–1       | 4–2            | Vòng loại FIFA World Cup 2022     |
| 63 | 13 tháng 10 năm 2020 | Sân vận động Quốc gia, Lima, Peru                           | Perú        | 3–2       | 4–2            | Vòng loại FIFA World Cup 2022     |
| 64 | 13 tháng 10 năm 2020 | Sân vận động Quốc gia, Lima, Peru                           | Perú        | 4–2       | 4–2            | Vòng loại FIFA World Cup 2022     |
| 65 | 4 tháng 6 năm 2021   | Sân vận động Beira-Rio, Porto Alegre, Brasil                | Ecuador     | 2–0       | 2–0            | Vòng loại FIFA World Cup 2022     |
| 66 | 8 tháng 6 năm 2021   | Sân vận động Defensores del Chaco, Asunción, Paraguay       | Paraguay    | 1–0       | 2–0            | Vòng loại FIFA World Cup 2022     |
| 67 | 13 tháng 6 năm 2021  | Sân vận động Mané Garrincha, Brasília, Brasil               | Venezuela   | 2–0       | 3–0            | Copa América 2021                 |
| 68 | 17 tháng 6 năm 2021  | Sân vận động Olímpico Nilton Santos, Rio de Janeiro, Brasil | Perú        | 2–0       | 4–0            | Copa América 2021                 |
| 69 | 9 tháng 9 năm 2021   | Arena Pernambuco, São Lourenço da Mata, Brasil              | Perú        | 2–0       | 2–0            | Vòng loại FIFA World Cup 2022     |
| 70 | 14 tháng 10 năm 2021 | Arena da Amazônia, Manaus, Brasil                           | Uruguay     | 1–0       | 4–1            | Vòng loại FIFA World Cup 2022     |
| 71 | 24 tháng 3 năm 2022  | Sân vận động Maracanã, Rio de Janeiro, Brasil               | Chile       | 1–0       | 4–0            | Vòng loại FIFA World Cup 2022     |
| 72 | 2 tháng 6 năm 2022   | Sân vận động World Cup Seoul, Seoul, Hàn Quốc               | Hàn Quốc    | 2–1       | 5–1            | Giao hữu                          |
| 73 | 2 tháng 6 năm 2022   | Sân vận động World Cup Seoul, Seoul, Hàn Quốc               | Hàn Quốc    | 3–1       | 5–1            | Giao hữu                          |
| 74 | 6 tháng 6 năm 2022   | Sân vận động Quốc gia Nhật Bản, Tokyo, Nhật Bản             | Nhật Bản    | 1–0       | 1–0            | Giao hữu                          |
| 75 | 27 tháng 9 năm 2022  | Sân vận động Công viên các Hoàng tử, Paris, Pháp            | Tunisia     | 3–1       | 5–1            | Giao hữu                          |
| 76 | 5 tháng 12 năm 2022  | Sân vận động 974 , Ras Abu Aboud, Qatar                     | Hàn Quốc    | 2–0       | 4–1            | FIFA World Cup 2022               |
| 77 | 9 tháng 12 năm 2022  | Sân vận động Education City, Al Rayyan, Qatar               | Croatia     | 1–0       | 1–1 (2–4 pen.) | FIFA World Cup 2022               |
| 78 | 8 tháng 9 năm 2023   | Sân vận động Mangueirão, Belém, Brazil                      | Bolivia     | 4–0       | 5–1            | Vòng loại FIFA World Cup 2026     |
| 79 | 8 tháng 9 năm 2023   | Sân vận động Mangueirão, Belém, Brazil                      | Bolivia     | 5–1       | 5–1            | Vòng loại FIFA World Cup 2026     |

## Danh hiệu
Santos FC
- Copa do Brasil: 2010
- Campeonato Paulista: 2010, 2011, 2012
- Copa Libertadores: 2011
- Recopa Sudamericana: 2012

Barcelona
- La Liga: 2014–15, 2015–16
- Copa del Rey: 2014–15, 2015–16, 2016–17
- Supercopa de España: 2013
- UEFA Champions League: 2014–15
- UEFA Super Cup: 2015
- FIFA Club World Cup: 2015

Paris Saint-Germain
- Ligue 1: 2017–18, 2018–19, 2019–20, 2021–22, 2022–23
- Coupe de France: 2017–18, 2019–20, 2020–21
- Coupe de la Ligue: 2017–18, 2019–20
- Trophée des Champions: 2018, 2019, 2020, 2022

Al-Hilal
- Saudi Pro League: 2023–24

U-20 Brasil
- Giải vô địch bóng đá trẻ Nam Mỹ: 2011

U-23 Brasil
- Huy chương vàng Thế vận hội Mùa hè: 2016

Brasil
- FIFA Confederations Cup: 2013
- Copa América á quân: 2021

Cá nhân

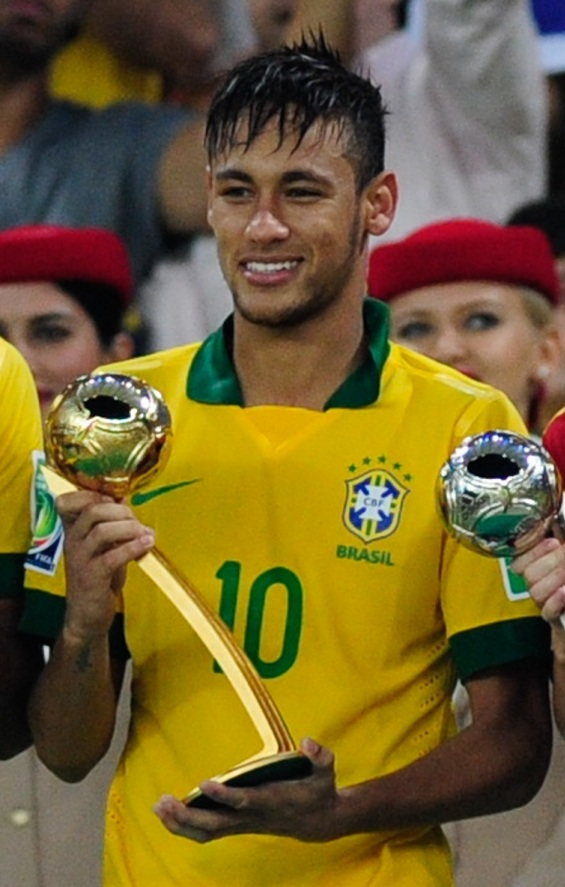
Neymar với giải thưởng Quả bóng vàng cho cầu thủ xuất sắc nhất tại Cúp Liên đoàn các châu lục 2013

- Cầu thủ trẻ xuất sắc nhất Campeonato Paulista (1): 2009
- Tiền đạo xuất sắc nhất Campeonato Paulista (2): 2010, 2011
- Cầu thủ xuất sắc nhất Campeonato Paulista (2): 2010, 2011
- Danh hiệu cầu thủ xuất sắc giải vô địch Brasil: 2010
- Quả bóng Bạc - được tạp chí Placar bầu chọn là tiền đạo Brasil xuất sắc nhất (1): 2010
- Vua phá lưới giải Bóng đá trẻ Nam Mỹ (1): 2011
- Cầu thủ xuất sắc nhất Cúp Liên đoàn các châu lục 2013
- Vua phá lưới UEFA Champions League: 2014–15
- Vua kiến tạo UEFA Champions League: 2015–16, 2016–17
- Quả bóng Đồng FIFA (2): 2015, 2017